# 珠海公交巴士
珠海公交巴士有限公司，簡稱：珠海公交（英語：Zhuhai City Bus Company Limited），由1979年7月21日成立的珠海市公共汽車運輸公司和2001年成立的珠海信禾西部公共汽车有限公司合并而成。現時是珠海公交集团下屬企業。

## 歷史

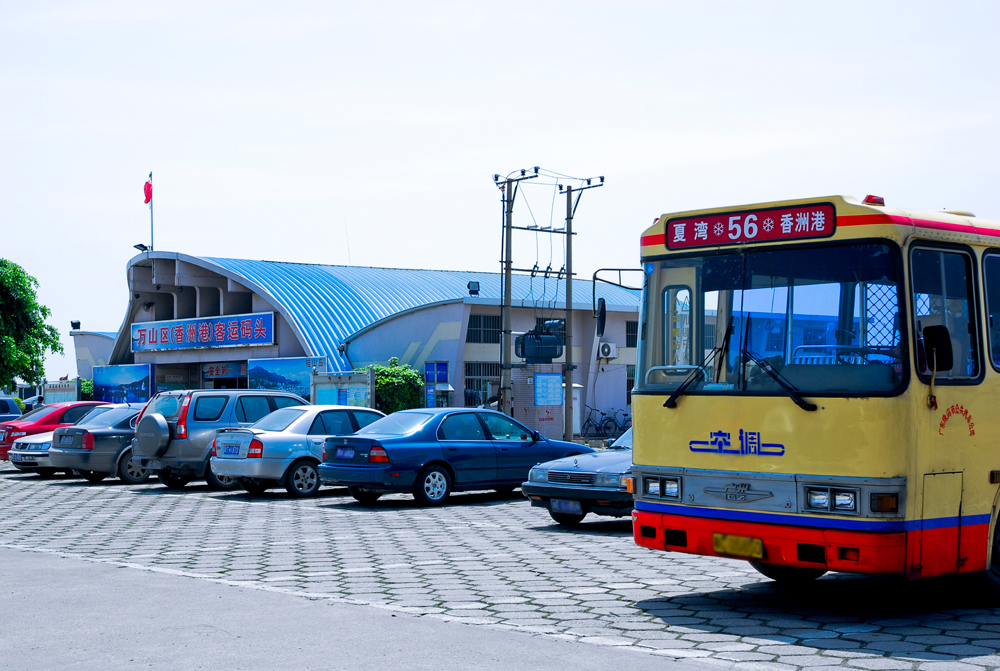
廣汽巴士

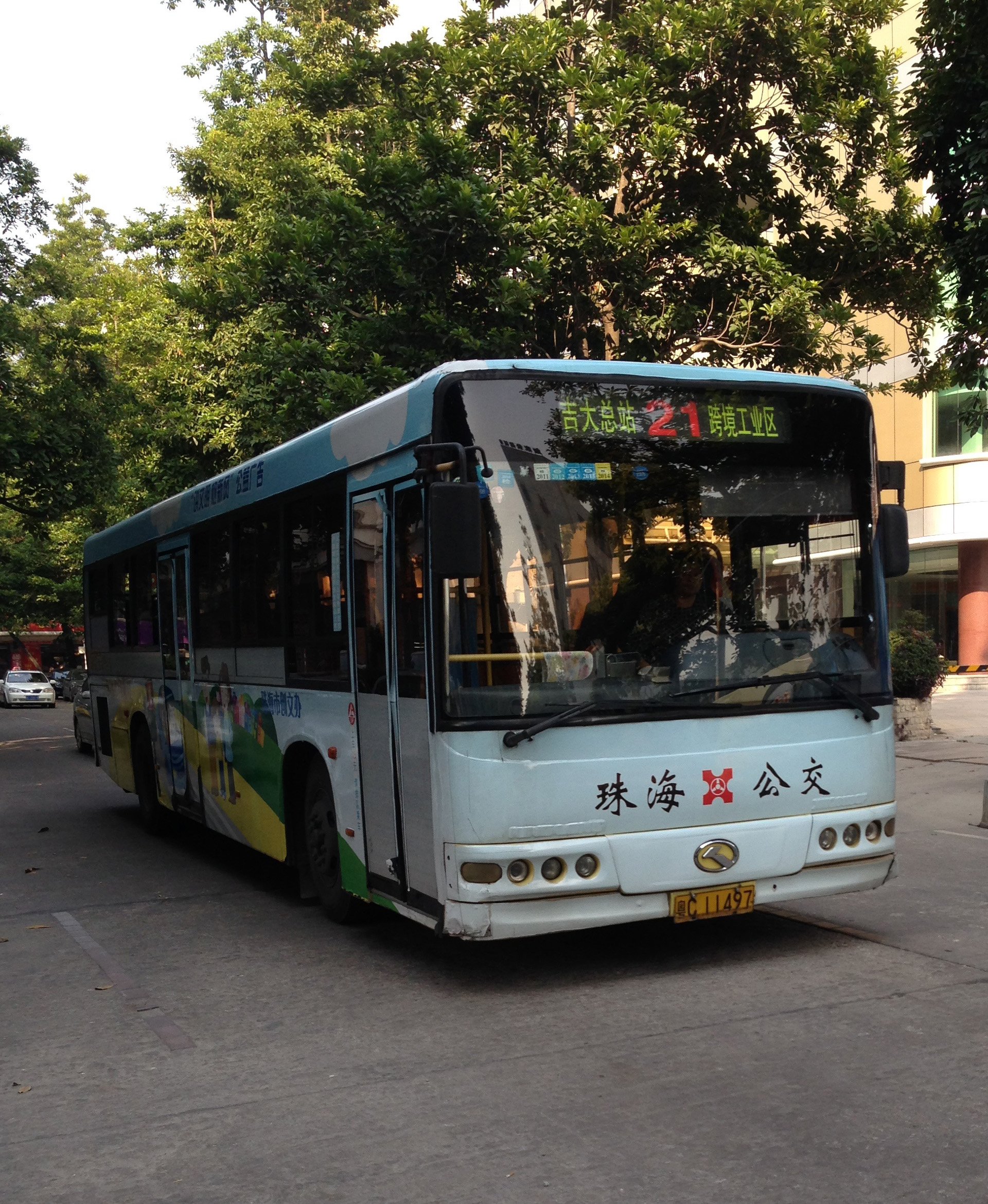
廈門金龍巴士

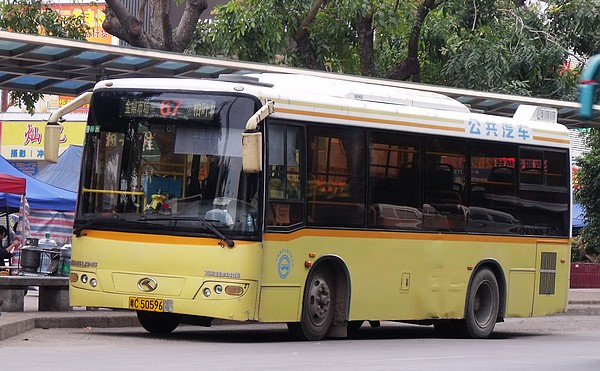
廈門金龍巴士

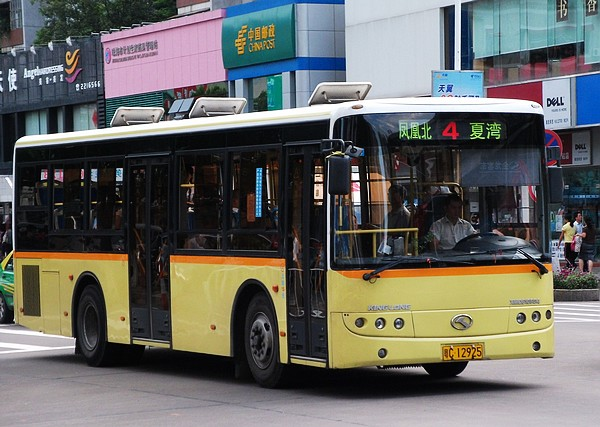
廈門金龍巴士

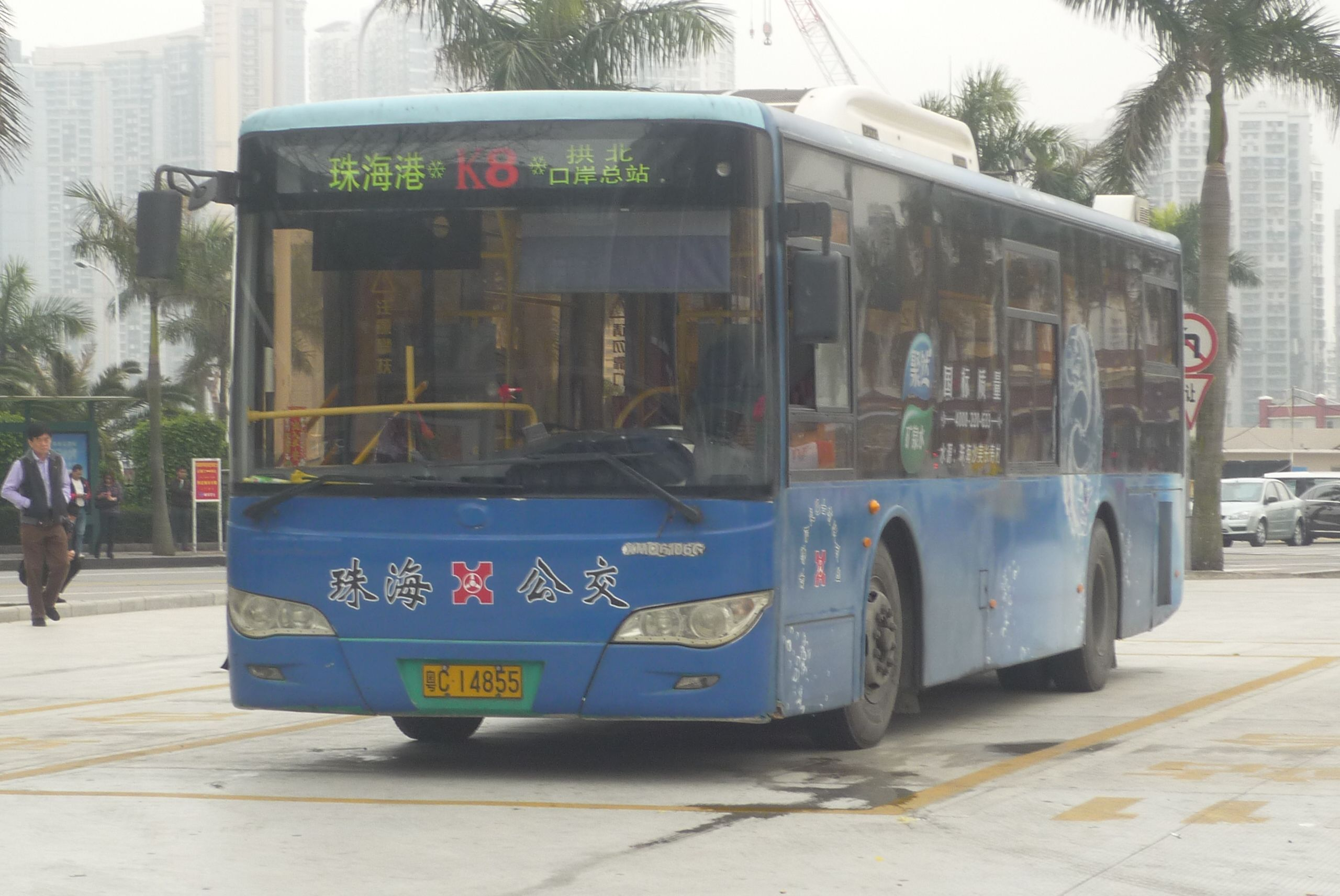
廈門金龍巴士

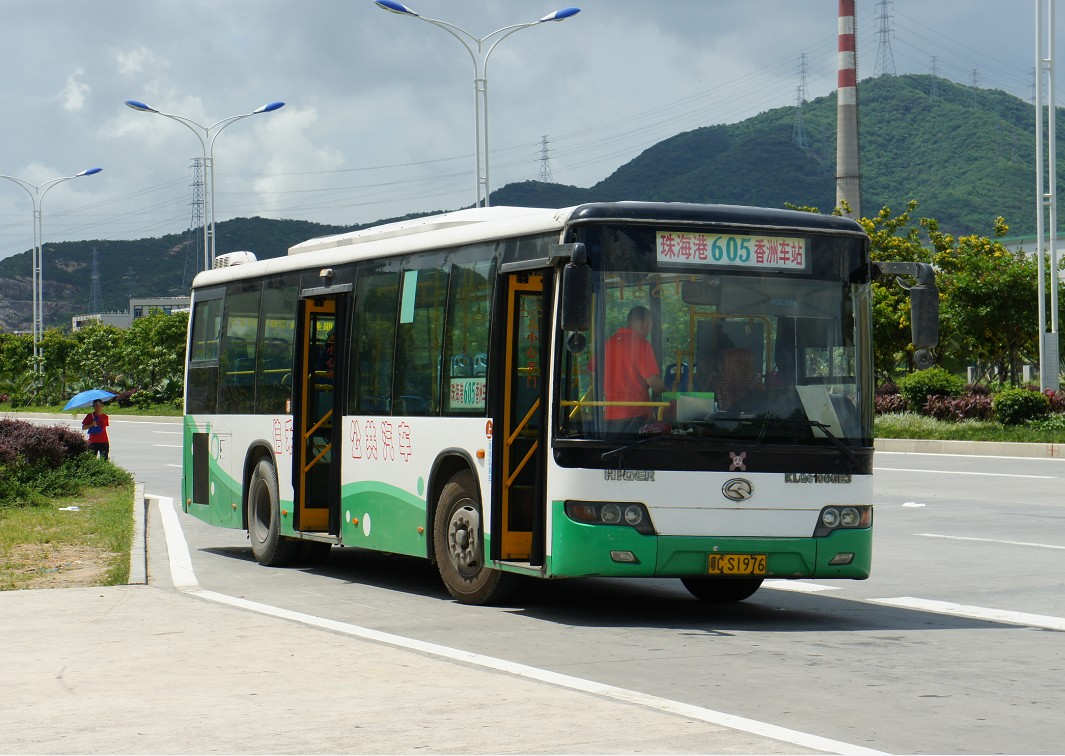
信禾公汽蘇州金龍巴士

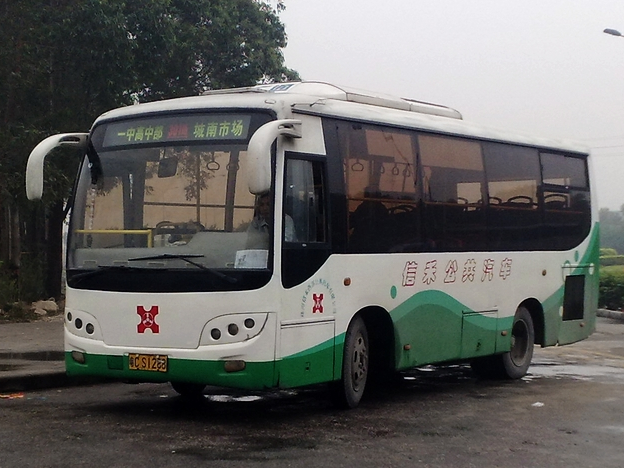
信禾公汽牡丹巴士

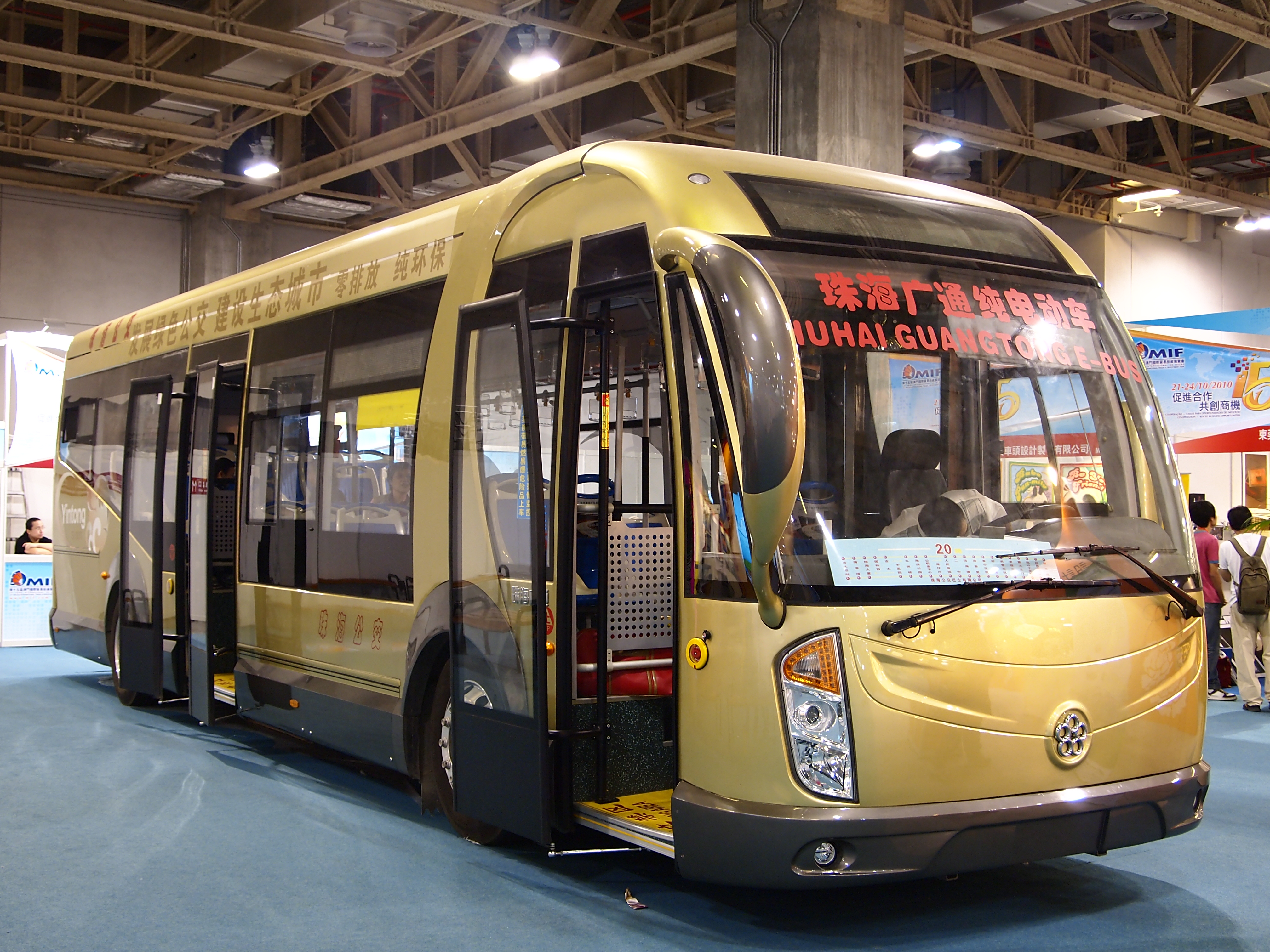
珠海公交未曾投入服務的廣通純電動巴士

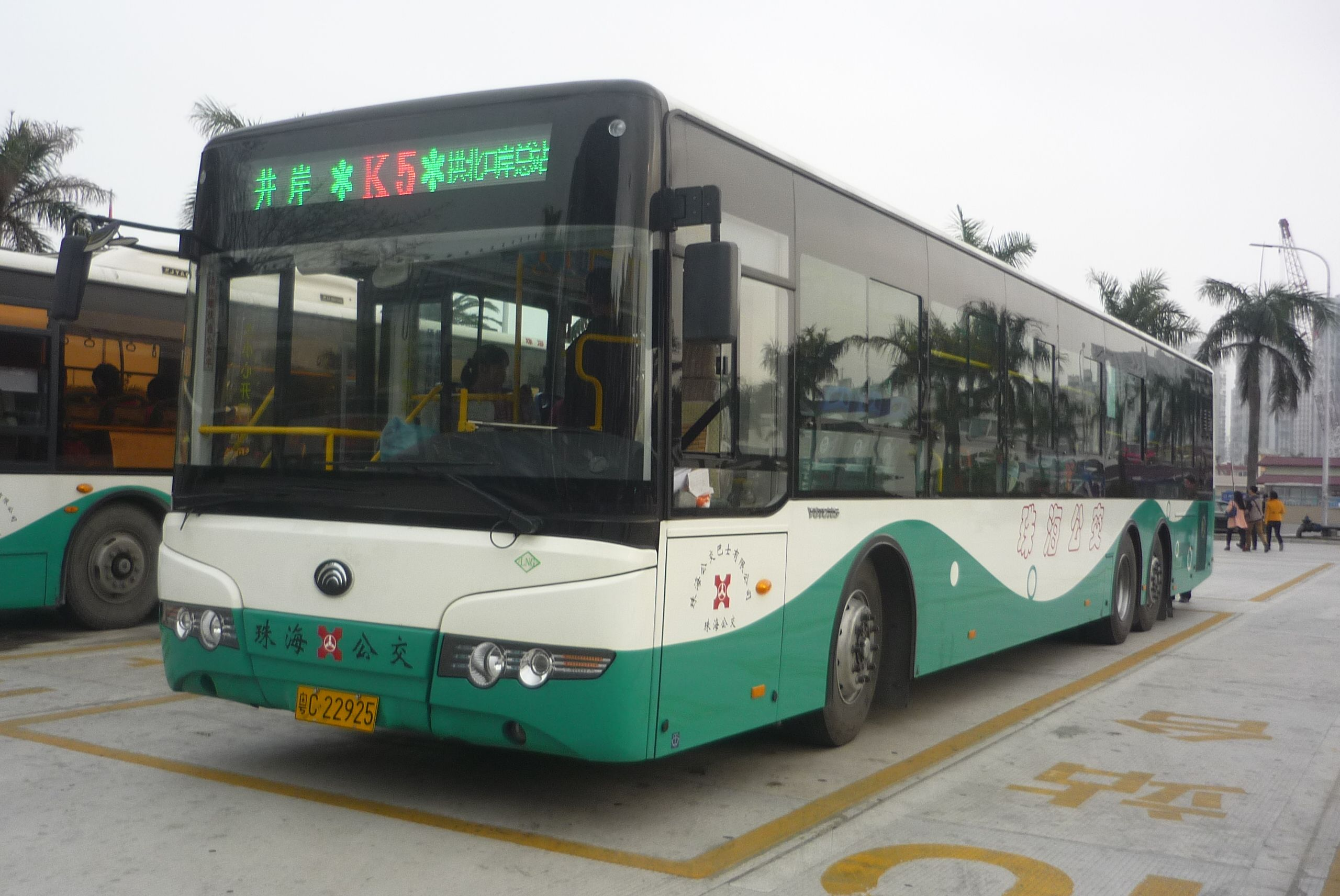
宇通13.7米LNG巴士

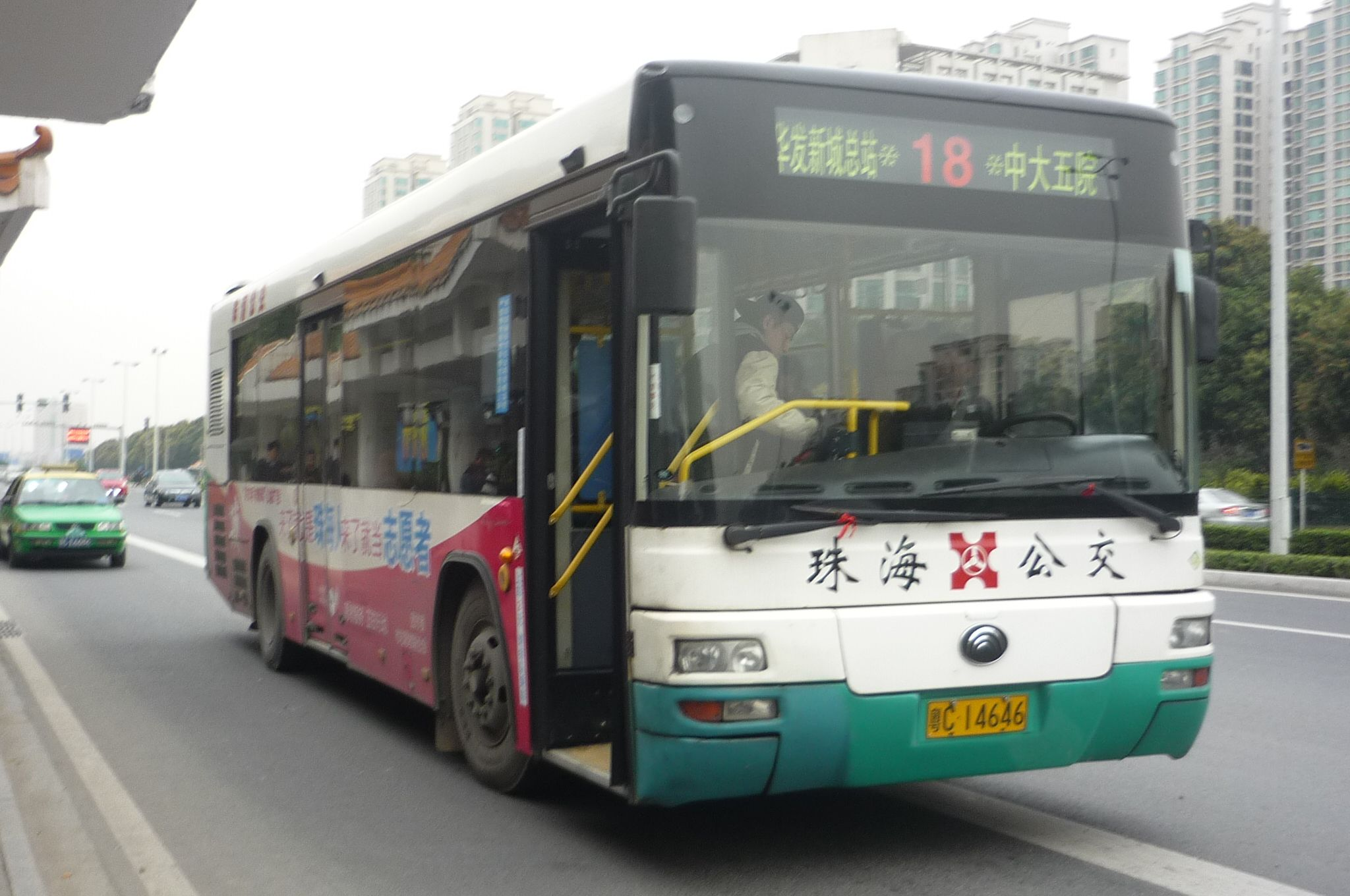
宇通LNG巴士

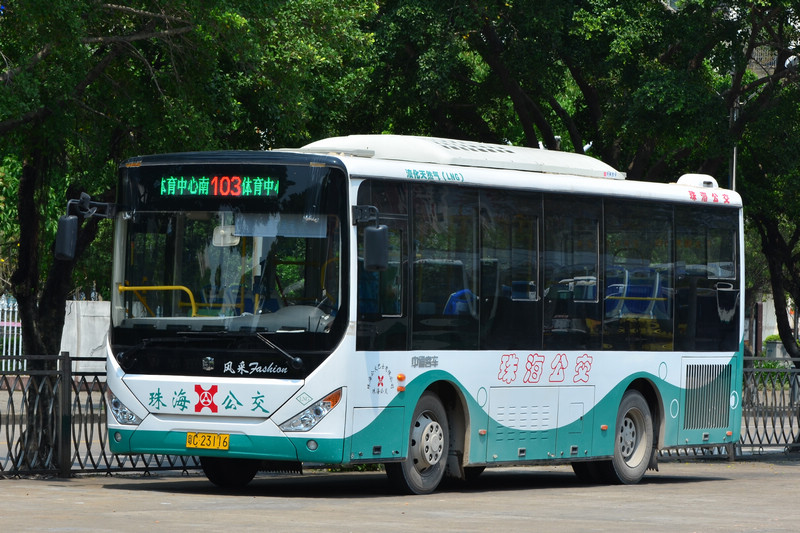
中通LNG中巴

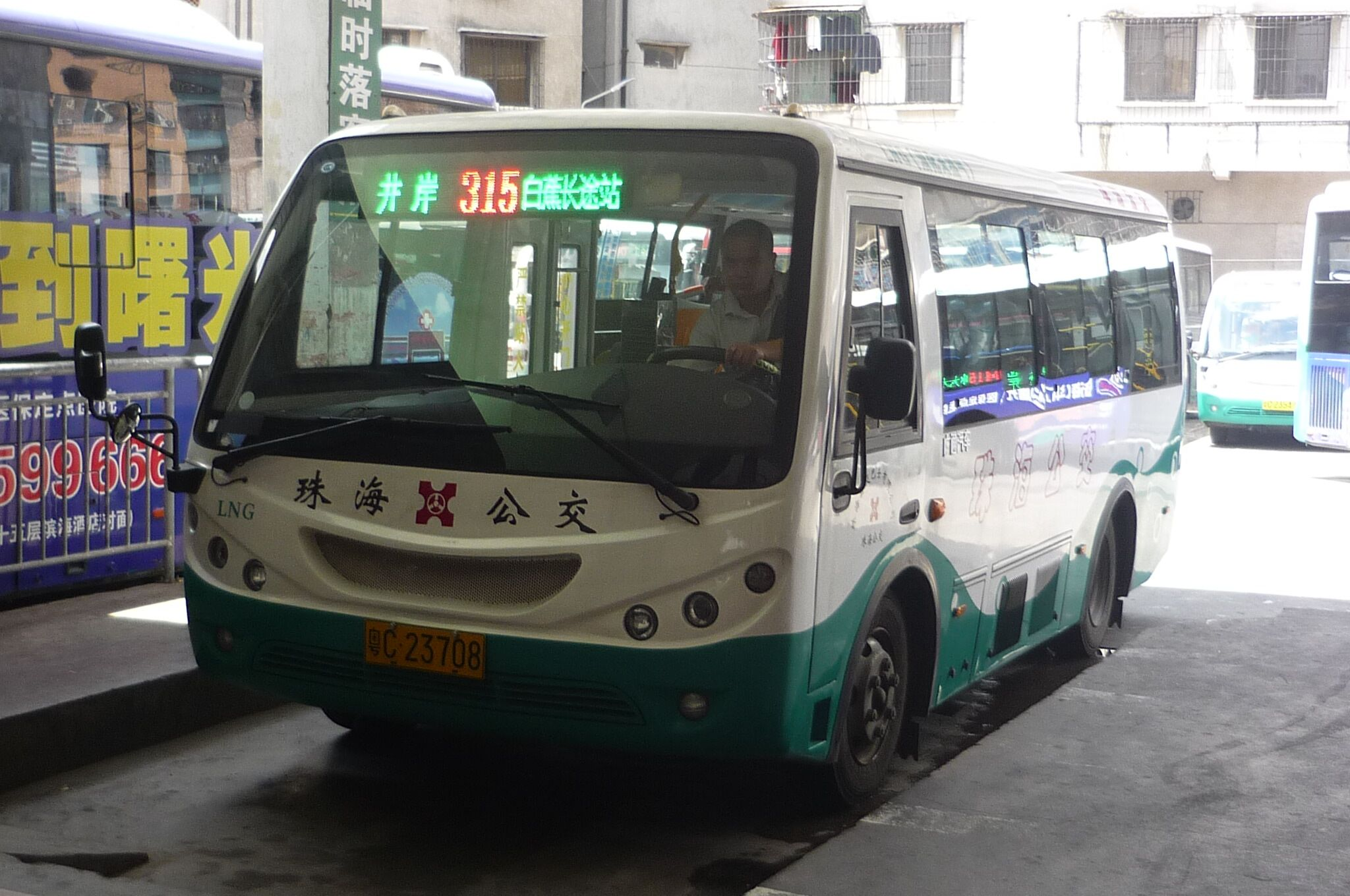
為了斗門限高龍架橋，廣通特製2.42米高LNG小巴

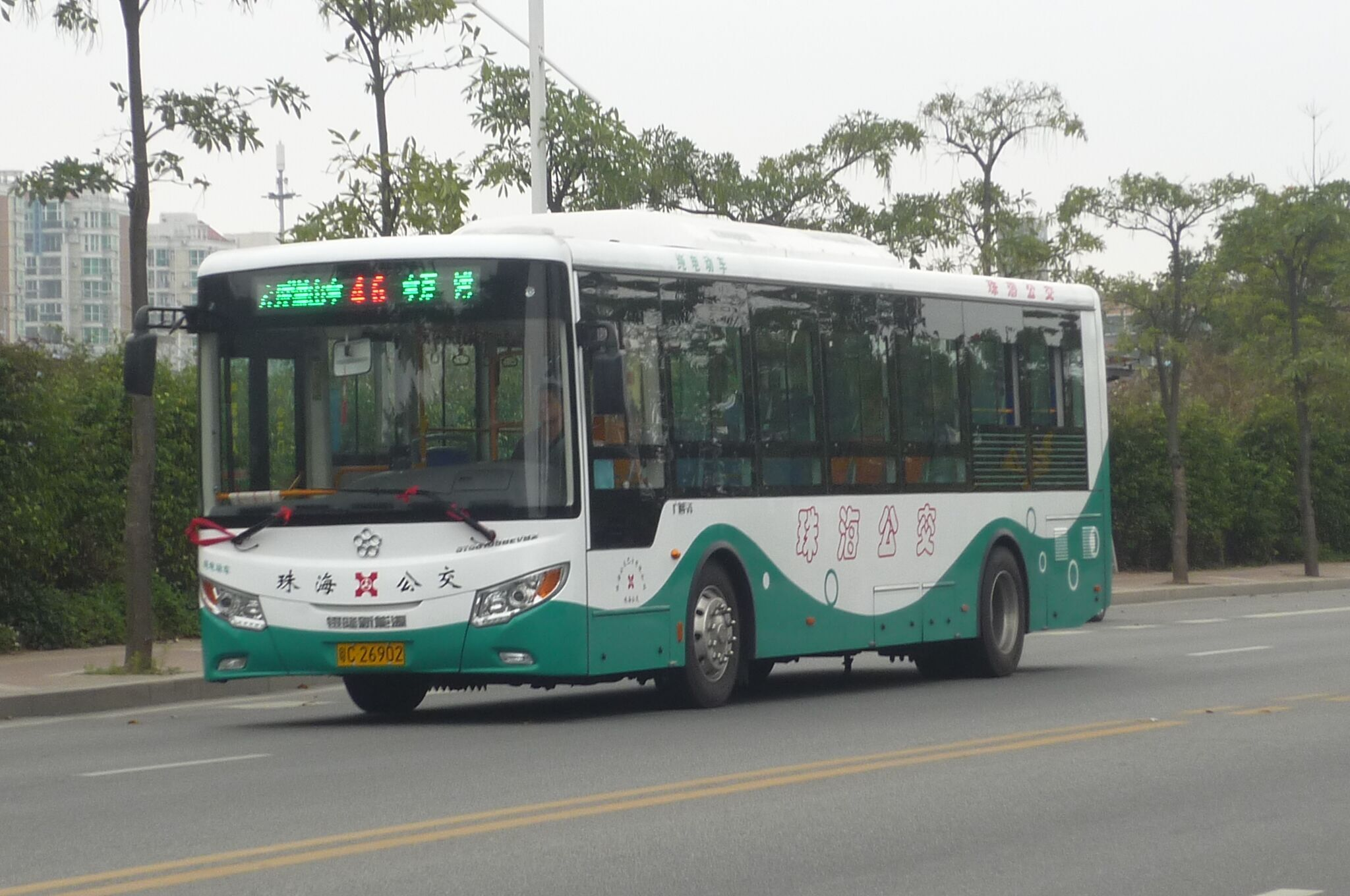
廣通純電動巴士

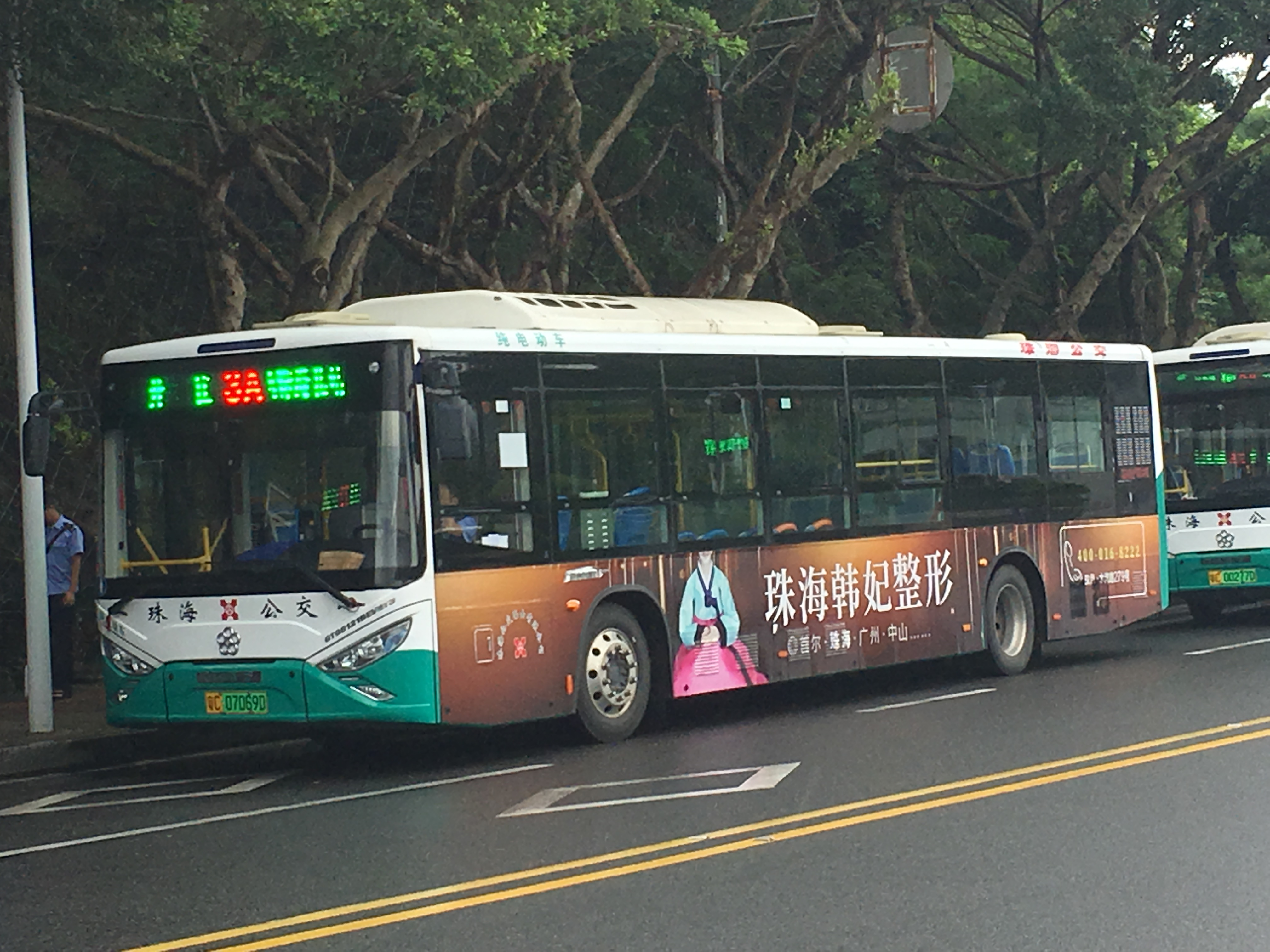
廣通純電動巴士

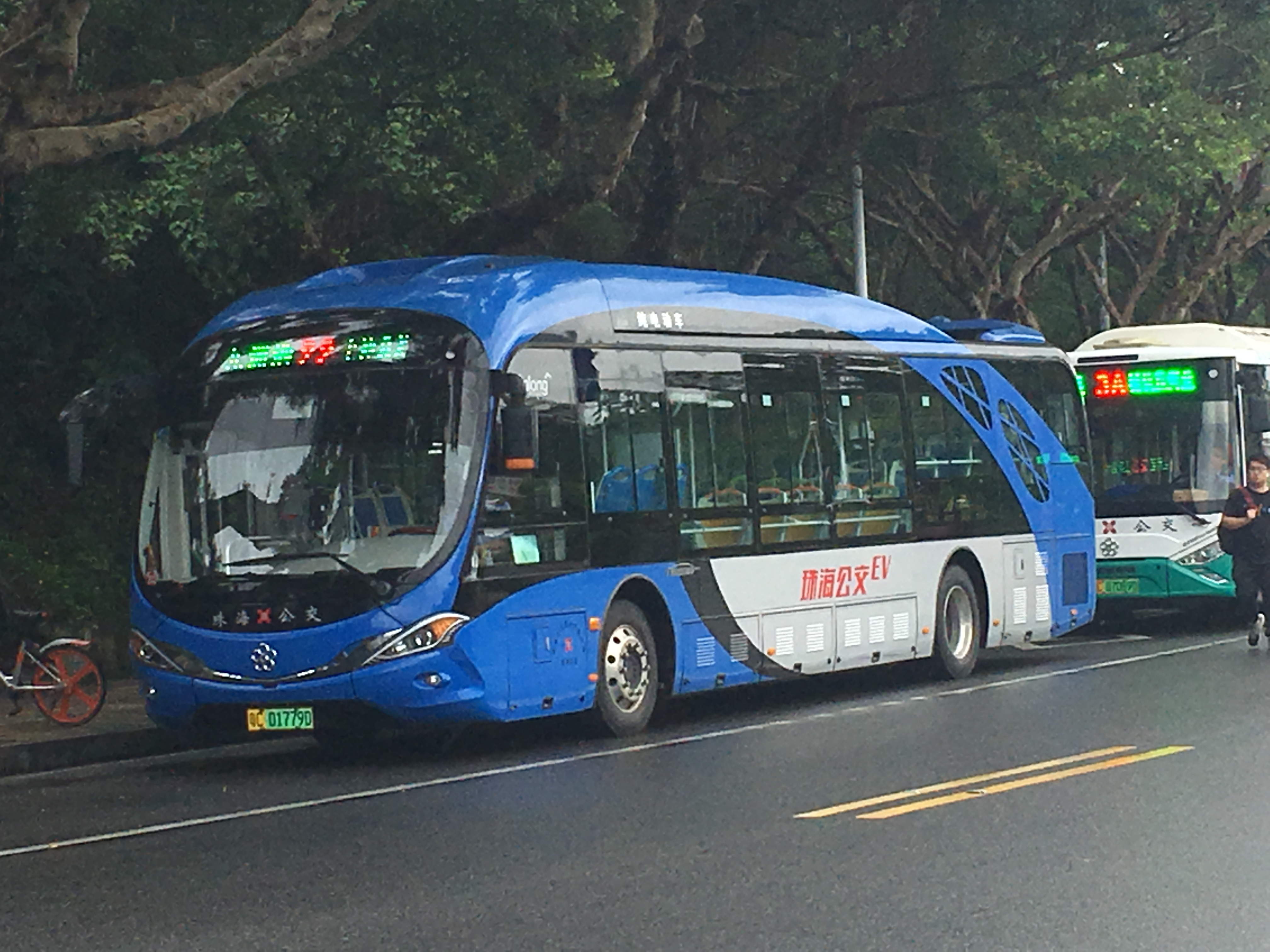
廣通純電動巴士

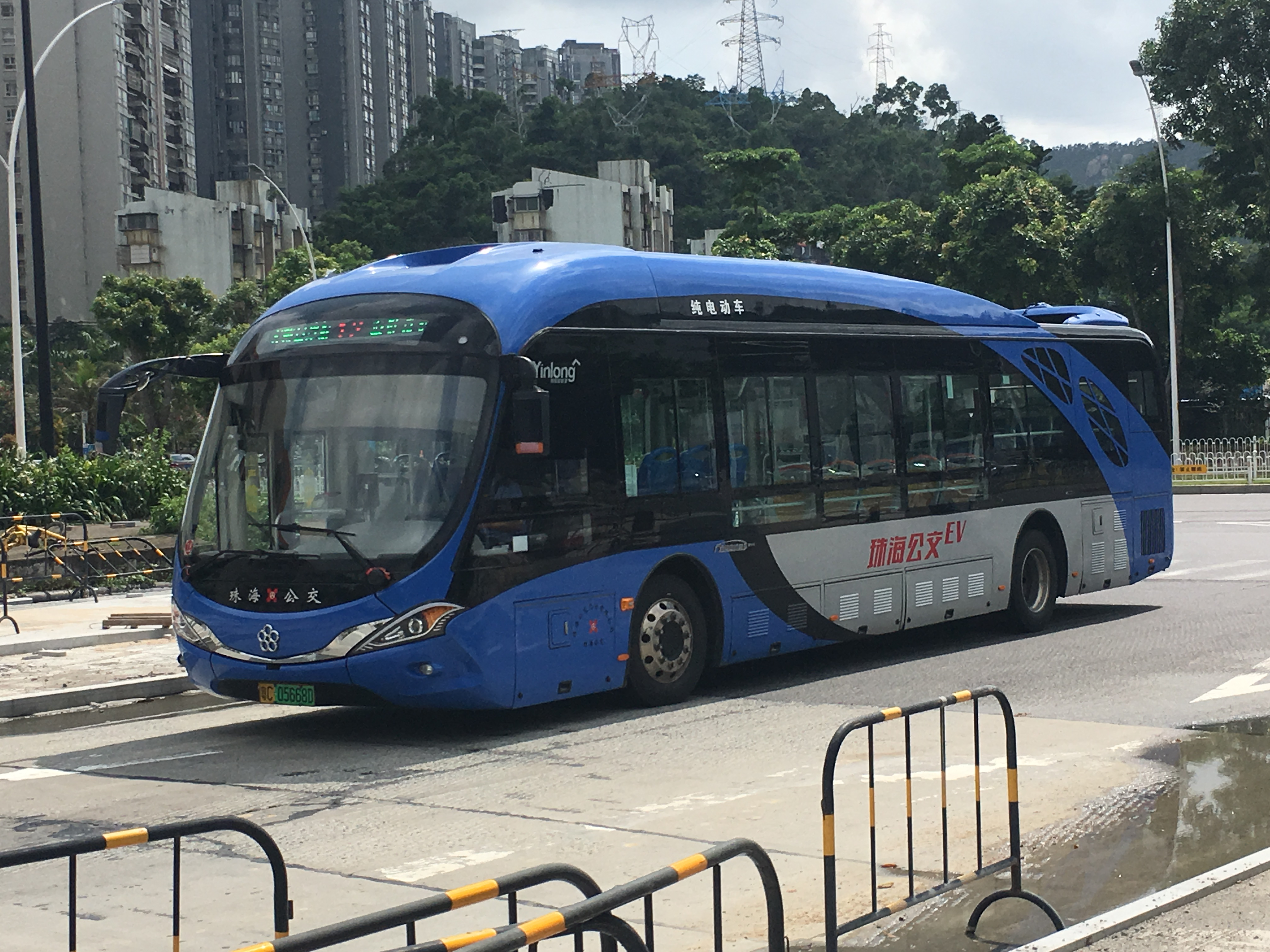
廣通純電動巴士

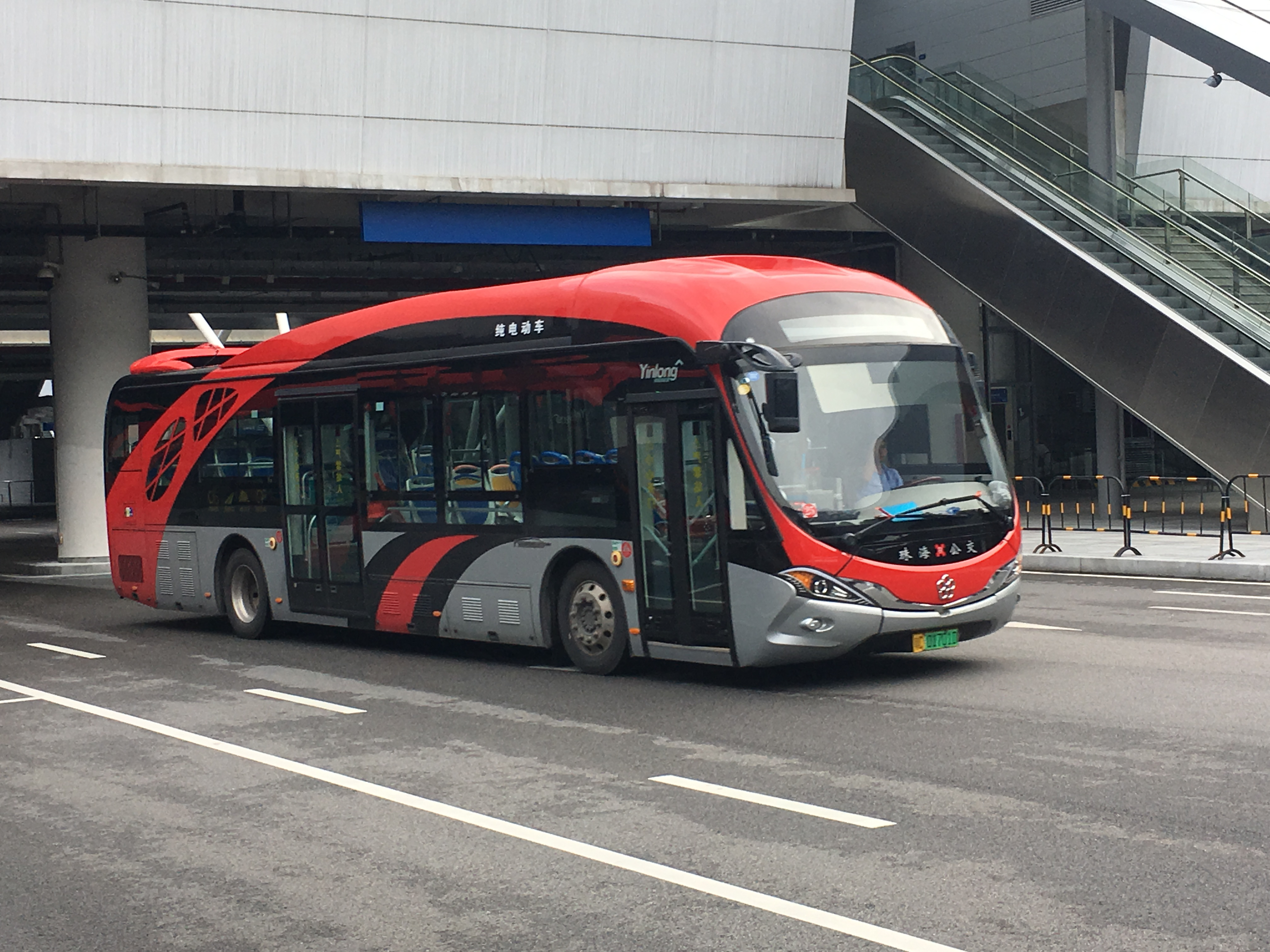
廣通純電動巴士

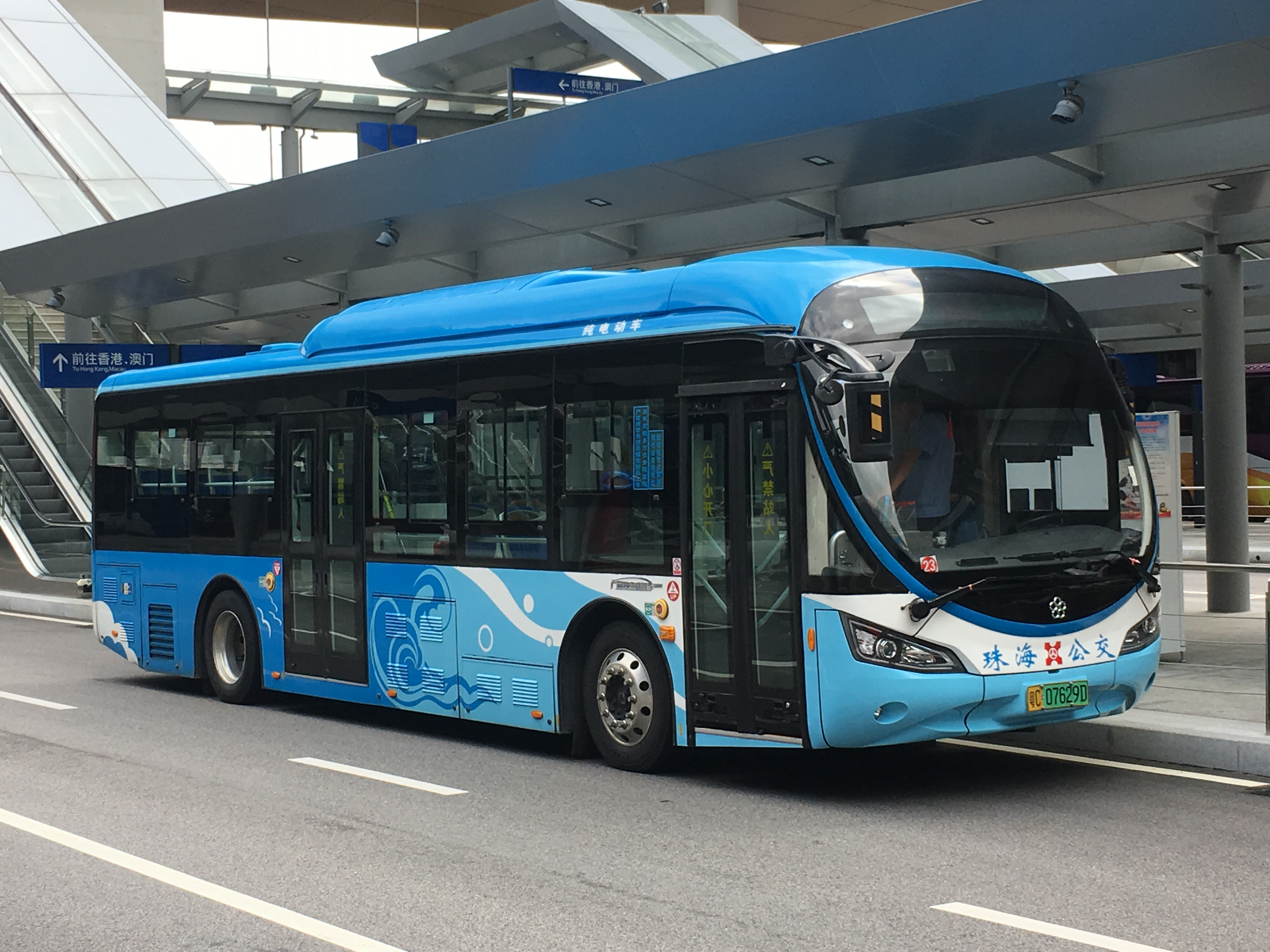
廣通純電動巴士

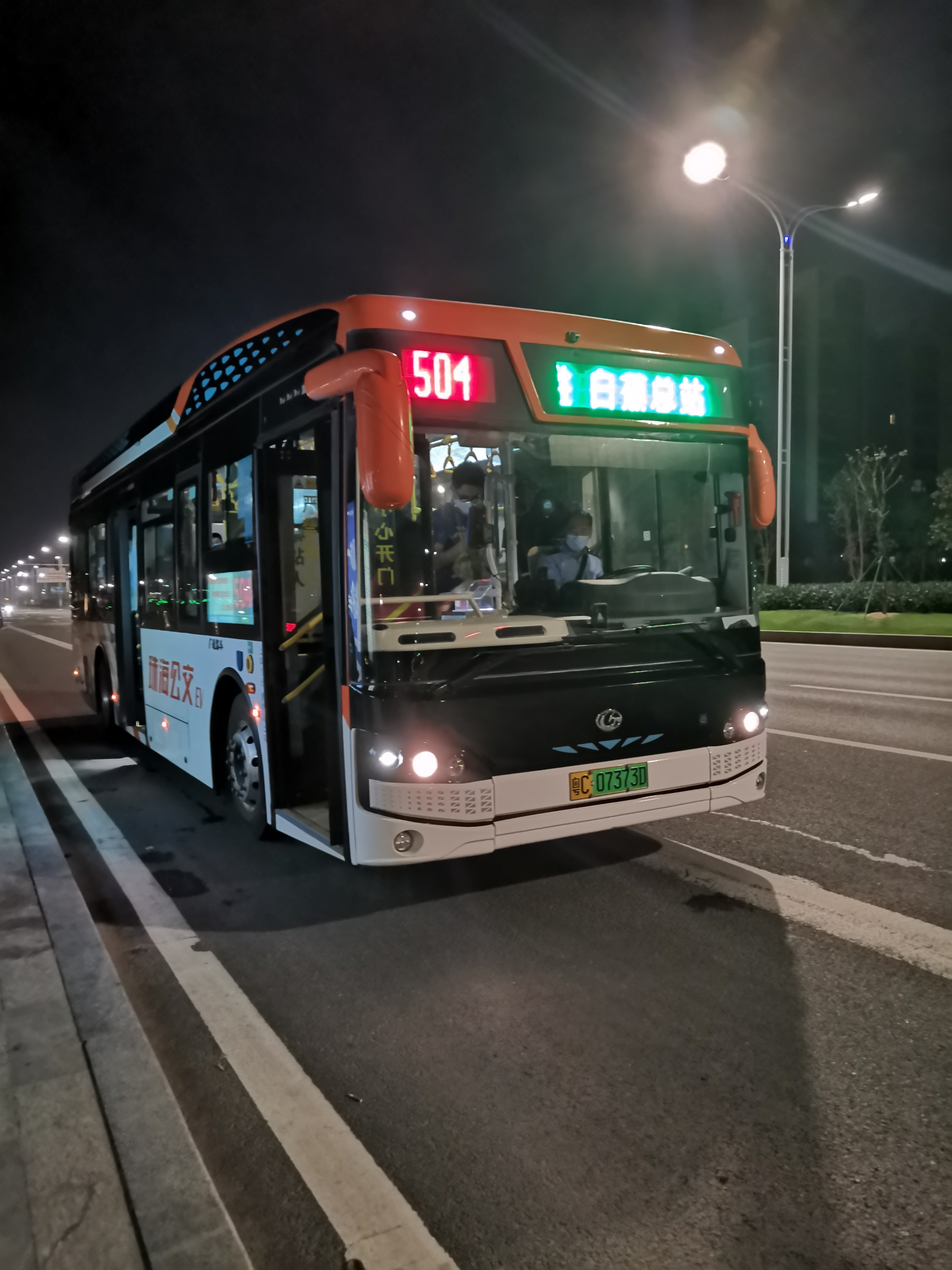
廣客純電動巴士

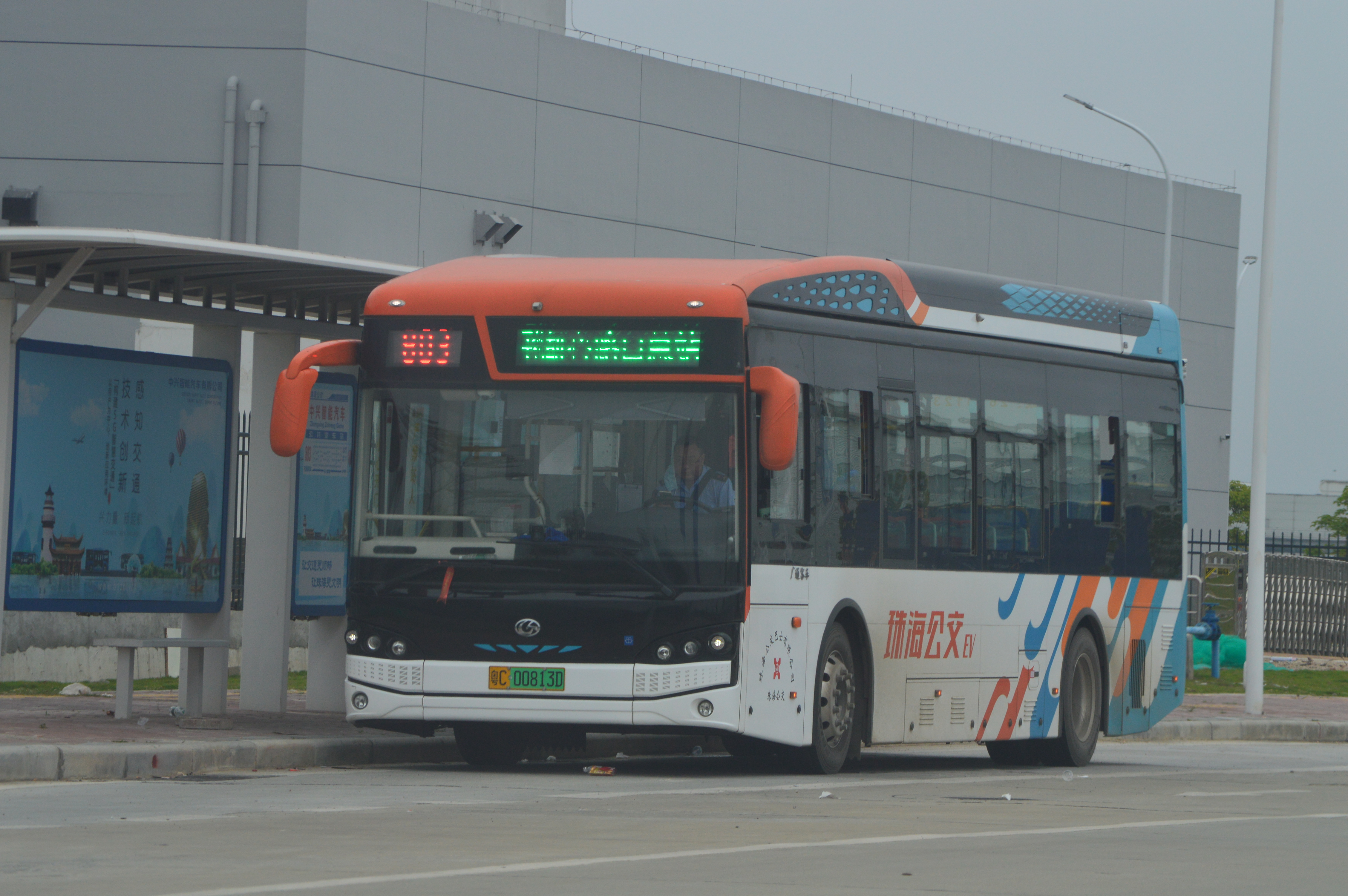
廣客純電動巴士

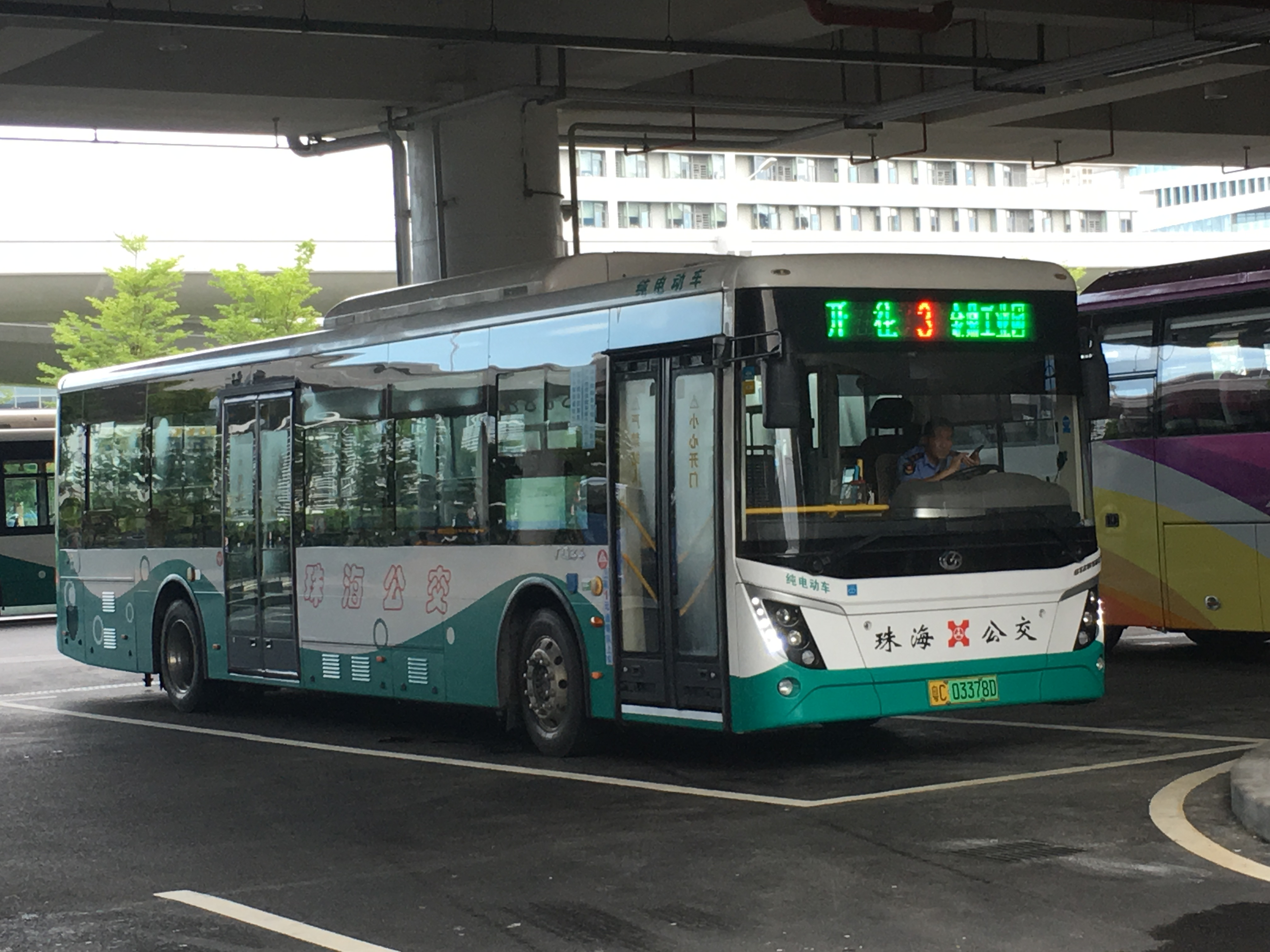
廣客純電動巴士

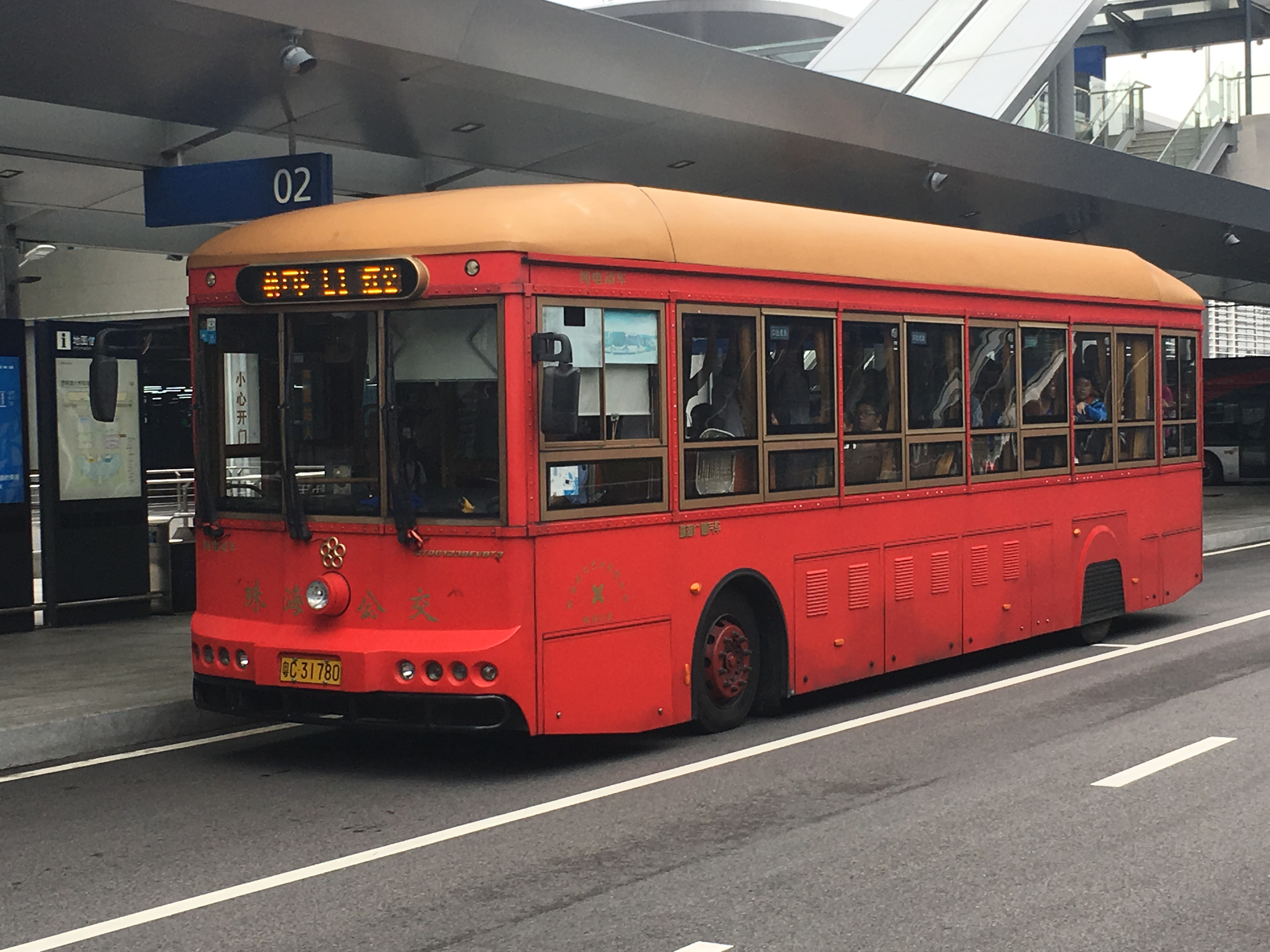
珠海公交觀光巴士路線

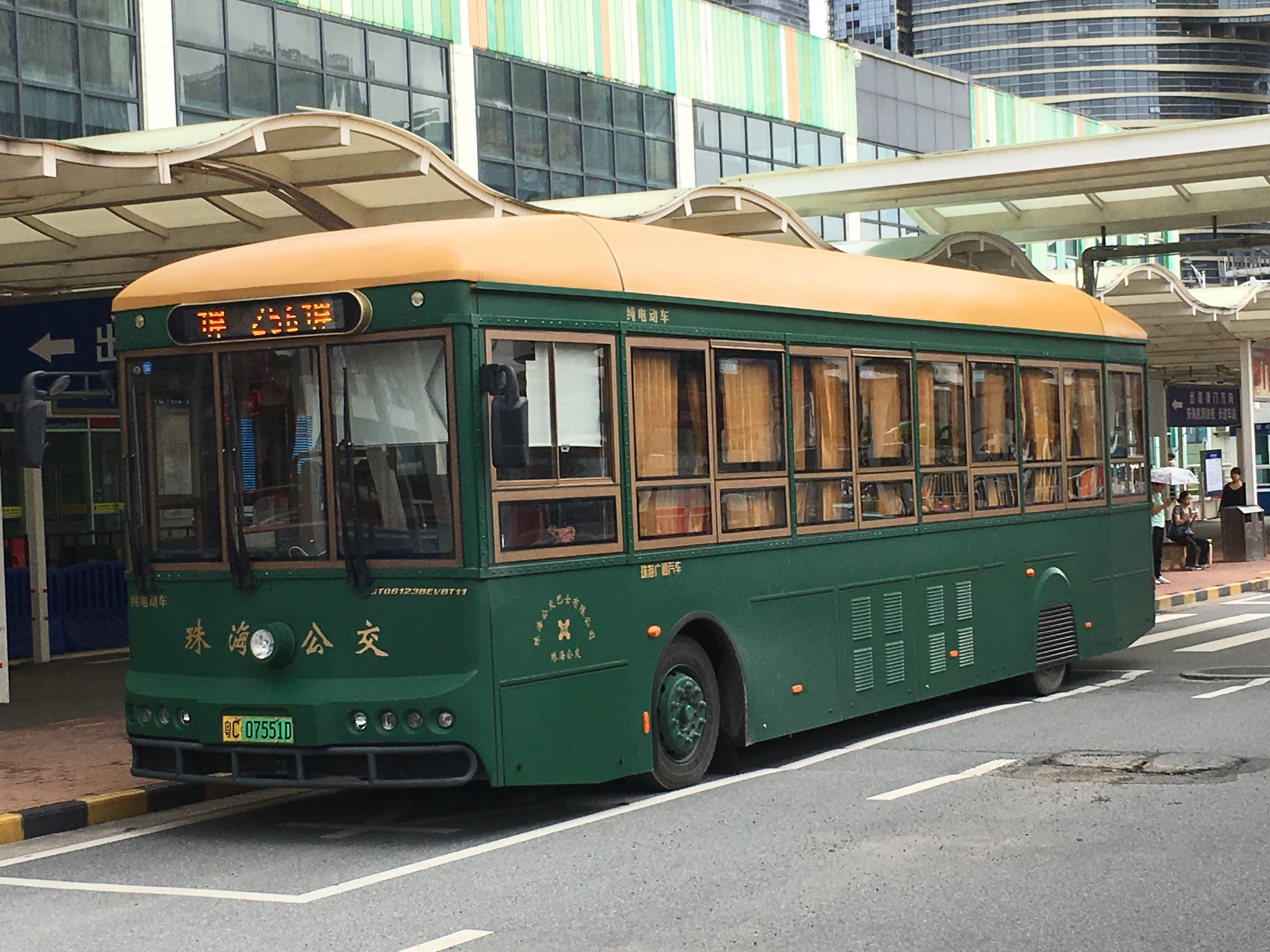
珠海公交觀光巴士路線

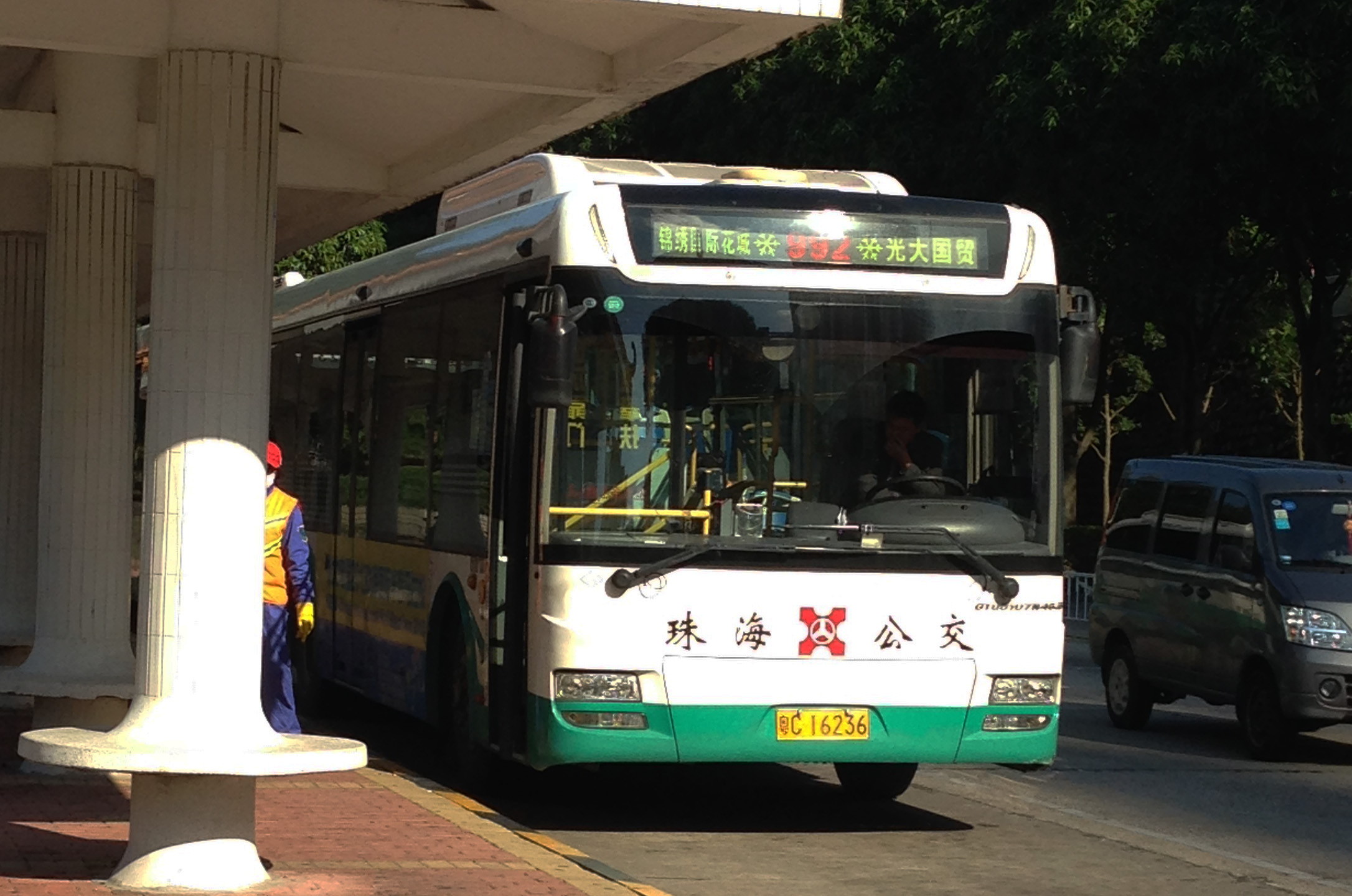
珠海公交跨市巴士路線

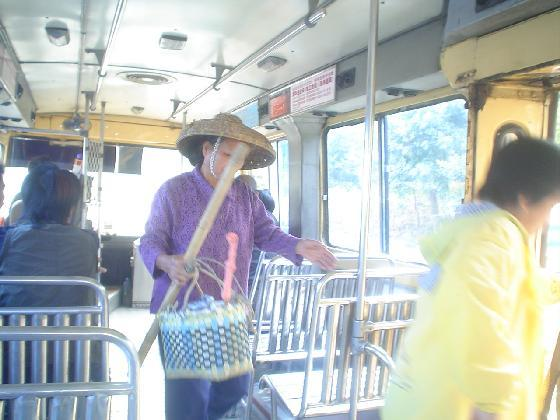
昔日不鏽鋼座椅

### 70年代末
1979年
- 7月21日，珠海市公共汽车运输公司正式成立[2]。使用一部從珠海縣汽車公司劃撥過來的武漢產WH642型巴士。
- 10月，珠海升縣為市，改名為珠海市公共汽車公司[1]。並從其他單位找來兩輛廣州產GZ643型巴士。

### 80年代
1982年，开通2條路線，分別為香洲—吉大—九洲港（現4路線）和香洲—前山—南屏（現5路線）。
1984年，成立珠海市公共汽車公司附屬汽車修理廠。同年，設立首個公共汽車總站（現香洲總站）。
1985年，與珠海市交通大隊合作，經營紅山汽車駕駛員培訓所。
1987年，獲准在巴士車身和候車亭經營廣告宣傳業務。

### 90年代
1990年，
- 開通8、9路線(香洲-拱北)。

1991年，
- 開通10路線(拱北-下柵)。
- 開通30路線(拱北-灣仔)。

1993年
- 以前，斗门县汽车客运业务由斗门汽车运输公司承担，营运客车共60台，包括20座左右普通中巴和45座普通大客车，经营线路为斗门至香洲、拱北等市内区间线路和佛山、广州、江门、新会等跨市线路，月营运里程40万公里，客流量集中在市内跨区班车线路，客流量每天约3000人，跨市线路每天客流量不足1000人。
- 早年中間折疊門的車輛，換成了設有前後門的新款“廣州”牌；車廂內飾升級為鋁合金地板和不銹鋼座椅。
- 開始在公共汽車上推行無人售票。
- 10月30日珠海公汽開通首條跨區路線201，後來接著於1994年1月開通202及203路線。

1994年，
- 珠海市政府將公共汽車公司定為事業單位，實行企業化管理，並調整為副處級建制。
- 珠海公汽票價上調至1元。
- 開通首條農村巴士路線。

1995年
- 2路線試用接觸式「乘車IC卡」，並於同年全面發售。
- 斗门地区营运中巴管理难度较大，其运力投入过多，客运量相对不足，矛盾较为突出。斗门县制定《珠海市西部地区专线中巴管理暂行规定》，重点查处公共汽车站争抢乘客、强行拦客、站外兜客等妨碍公共秩序的违章行为，维护市场正常运作。[3]

1996年，上沖總站落成啟用。同年引進首批空調車投入營運2路線。同年，開通首条跨市42路線。
1997年，
- 開通25路線(九洲港↔圓明新園)
- 開通42路線(上冲检查站↔金山城)。
- 開通80路線(南屏果场↔洪湾水闸)。

1998年，體育中心南站落成啟用。
1999年，
- 珠海信禾西部公共汽车有限公司于1999年3月在当地工商机关注册设立
- 夏灣總站、三灶總站、橫琴總站落成啟用。
- 開通14路線，第一條珠海市區往返於橫琴鎮的線路。
- 開通26路線。
- 10月，開通99路線(上冲检查站—体育中心南)

### 21世紀00年代
2000年
- 岐關車路觀光巴士有限公司成立，並引入珠海首批雙層巴士行駛觀光01線及02線。
- 由斗门县交通局牵头，信禾集团公司具体负责筹建西部公共汽车分公司，建立公共汽车营运网络，初步实现斗门公共交通经营一体化、网络化、规模化的目标。由西部公共汽车分公司收购个体承包经营的中巴，并对原中巴经营者作一次性补偿，个体承包经营中巴顺利地退出客运市场，公交客车量逐年递增。
- 珠海公汽開通67路線。

2001年
- 珠海信禾西部公共汽車公司成立，西區巴士路線進行重新定編號。
- 珠海信禾運輸集團有限公司西部公共汽車分公司於2001年5月28日在珠海斗門井岸鎮中心北路200號（行政區號440403，郵政編碼519100）注冊成立，員工人數為480人，大客車110部，共有19條路線。[4]
- 珠海公汽開通首條市區連接至南屏工業園的15路線。

2002年
- 珠海公汽引入首部歐盟前期二踏式金龍XMQ6112G2大巴，並全數行駛於2路線。
- 6月28日，開通22路線(嘉園-九洲港)。
- 9月28日，開通69路線(圓明新園-北師大)。

2003年
- 2月2日，吉柠路建成通车，特开通23路線(嘉園-全球通大廈)。

2004年
- 開始發售非接觸式普通「乘車IC卡」，並於同年底停用接觸式「乘車IC卡」。
- 開通35路線。

2005年
市區巴士路線加價0.5元，空調巴士上車2.5元起，而普通巴士上車1.5元起，珠海成為全國公交票價最貴的城市。
2006年
- 向中小學生、特困生、暫住老人和使用普通「乘車IC卡」者提供乘車優惠。
- 11月23日，開通18路線。

2007年
- 向60歲以上珠海市本地老人提供免費乘車優惠。
- 1月開通69A(拱北萬家-香洲-北師大)的节假日大站快车。

2008年
- 1月1日，開通82路公共小巴，珠海首部低地台小巴正式投入運行。[5]
- 1月25日，17路和32路總站由美麗灣調整為神前總站。[6]
- 3月，在2路和23路進行4個月GPS系統試驗。
- 3月29日，61路在上下午繁忙時間延伸至洪灣工業區。[7]
- 6月18日，開通10A路線。[8]
- 8月4日，與市政府簽訂了特許經營協定，獲授予珠海市公交行業特許經營權。
- 8月29日，華發新城總站落成啟用，18路和61路延伸至該站。
- 9月28日，紅旗總站落成啟用，202路延伸進該站。
- 11月7日～11月9日，開通“香洲-航展館”航展特別專線。
- 11月10日，開通201快線，另外207路線總站由香洲改為拱北，並改為有人售票。[9]
- 12月29日，4、31、99路線作調整，其中99路改為華潤萬家往返公安村；另外，同日開通36路。[10]

2009年
- 1月6日，82路線改以大巴行駛，路線改為華潤萬家往返南屏科技園。[11]同日，開通3條全新公共小巴線路。[12]
- 1月20日起，向珠海市本地殘疾人，由原來半價乘車，改為提供免費乘車優惠。
- 7月20日，珠海公汽與信禾西部公汽合併，組建珠海公交集團，更名為珠海公交巴士有限公司。
- 9月30日，珠海公交延伸402路線至江门市新會區，同時，新會新福利的18過渡路線亦同時延伸至珠海斗門蓮溪。成為首條連接珠海至江門的跨市路線。
- 12月15日，另外，為實現同城同價，西區路線起步價加0.5元，部分西區及跨區路線出現大副降價，但亦有部分路線加價超過1元。
- 12月29日，珠海公交與中山三乡镇公共汽车有限公司共同開通999跨市巴士快線。

### 21世紀10年代
2010年
- 6月20日，公交票價大幅度下調，起步價由2.5元降至2元，最高票價由9.5元下調至6元。
- 6月28日，珠海公交引入8部首批LNG巴士，試用於14路線及33路線。
- 9月，20路線全線行駛純電動低入口巴士，成為廣東省首條全線使用純電動巴士的路線。

2011年
- 1月7日，广珠城际轨道“广州南站”—“珠海北站”段投入运营，为做好公交接驳配套工作，開通3A及北站專線A及B路線，延伸65路線。
- 9月1日，珠海公交試行高峰專線，開通4條路線(包括204高峰快線、602高峰快線、605高峰快線、609高峰快線)，快速來往市區往返西區。
- 12月30日，開通46路線(夏灣-雲頂瀾山)。

2012年
- 開通K字頭快速巴士路線，同時取代201快線、204高峰快線、602高峰快線、605高峰快線、609高峰快線。
- 8月1日，GPS國粵雙語自動報站系統正式啟用，並全數取代電腦手工報站。
- 9月10日，珠海公交、中山公交分別開通992、993跨市巴士路線。
- 12月1日，市區首次開辦循環巴士路線101路線。
- 12月31日，城軌珠海站啟用，原拱北總站始發的1路、2路、31路、32路、207路5條線路遷移至新的城軌珠海站總站；另外再增加10路、601路、608路3條線路始發。

2013年
- 8月，試行601C夜間專線。
- 4月10日，中山公交開通991跨市巴士路線。
- 6月28日，中山公交開通K995跨市巴士快線。
- 11月，珠海公交引入4部宇通客車13.7米大巴。
- 12月26日，中山公交開通998跨市巴士路線，並取代珠海公交65路線。

2014年
- 1月，開通417路線。
- 1月23日，開通411路線。
- 3月26日，開通151路線。
- 5月15日，在拱北萬家西側站可免費乘坐8、9、10A、207、601B、K1、K3、K5及K8路線前往拱北口岸總站。
- 5月至10月，103路線實行全綫免費乘坐。
- 6月1日，開通402A跨市巴士路線，縮短402路線至圍頭新村。
- 12月18日，為配合澳門-珠海三個口岸延長通關時間，1、2及32路線未班車時間延長至1:15分發出；同時，新增N20通宵巴士路線，珠海公交正式邁向二十四小時服務時代。
- 12月25日，601C夜間專線改以快線形式運行。
- 12月28日，金鼎工業園總站落成啟用，增設10F路線停靠該總站。
- 12月30日，開通152路線。而75路線延長路線，成為珠海公交首條定向公交。

2015年
- 1月1日起，向非珠海市户籍(包括港澳臺)60歲以上老人，由原來半價乘車，改為提供免費乘車優惠。另外，岭南通全市適用，但由原來提供的9折優惠改為全額支付。
- 1月8日起，經廣泛收集乘客意見及建議後，601C夜間專線恢復停靠沿線站點。
- 1月14日起，因康宁路交通組織變化，13、20路線調整行駛。
- 1月27日起，25及34路線南屏部分區域實行免費乘坐。
- 1月28日起，因前山總站周邊街道交通時常擁擠，故此撤走途經該站的路線(除14及25路線外)，乘客可免費乘坐61、80、81及83路線至華發新城站轉乘，返程往前山總站，同樣可以免費乘坐上述路線。同日，往市區方向的"粗沙環"站取消。
- 1月30日起，705路線改行珠海電廠一帶。
- 2月3日起，中山公交687路線由"海倫堡一期"至"城軌明珠站"延伸至三台石北，並且調整為環線，班次大幅度減少。
- 2月15日起，207、504、702、704路線往珠海機場方向的"吉林大學南門"更名為"安基路口"；同時雙向新增"吉林大學南門"。
- 3月10日起，開通931跨市巴士路線，拱北可直達三鄉。
- 3月16日起，開通316社區小型巴士路線。
- 4月15日起，開通2A路線。
- 4月27日起，中山公交開通089B路線，往返珠海下柵檢查站至錦锈海灣城會所。
- 5月26日起，63路線增投一台巴士，並在早晚高峰期間部分班次繞行下村、上村、向陽村，班次由1小時一班調整為30分鐘一班。
- 6月6日起，調整往九洲港方向的25路線，增停"進成公司"至"屏西二路"等四站，取消"珠海大橋東"至"公交信禾物流"等四站；另外，K7路線雙向增停"燈籠路口"及"均昌"兩站。
- 6月10日起，開通419路線。
- 6月12日起，204、206路線雙向增停"珠海大橋東"站。
- 6月15日起，10A路線改停"唐家市場(唐樂路)"、"花果山"、"海怡灣畔南門"、"北師大附中"，取消"唐家市場"、"裕華公司"及"海怡灣畔"。
- 6月18日起，80路線首未站由前山總站調整為格力康樂園。
- 6月30日起，62及151路線首未站由石博園延伸至橫琴口岸。
- 7月17日起，珠海首批低地台無障礙巴士正式投入行駛8路線。
- 7月18日起，18路線首未站由"中大五院"延伸至"神前總站"，並改用純電動巴士。
- 7月31日起，開通715路線。
- 8月13日起，204路線往平沙方向新增"漢格鋰電公司"；另外，有六個站點更名︰千鶴廣場"更名為"前山西門"；"藺埔"更名為"蘭埔(富華里)；"立新六隊臨時站"更名為"台創園北(立新六隊)"；"台農創業園"更名為"大海環"；"連灣四隊"更名為"台創園南(連灣四隊)"。
- 8月14日起，珠海機場快線開通4條斗門(旅遊)快線。
- 8月15日起，402路線由有人售票分段式收費，全程三元，改為無人售票一票制2元路線。
- 8月26日起，63、130、151及152路線定性為支線路線，並可與常規路線進行刷卡免費換乘優惠，且分別更名為Z53、Z30、Z51及Z52路線。另外，62及Z51路線由首未站"橫琴口岸"延伸至"橫琴口岸西"；Z52路線由"橫琴"延伸至"向陽東"；Z53路線由"三塘"延伸至"橫琴大道西"，且延長服務時間。
- 8月29日起，811路線調整行駛"城南市場(白藤二路)"、"白藤二路中"、"白藤二路西"、"白藤二路口"(單向增停西側站)，雙向取消"城南市場(白藤一路上)"、"城南派山所"。同時延長服務時間。
- 9月1日起，岐關觀光巴士公司正式開通三條定制公交路線，由北理工珠海学院往返香洲百2012年珠海公交車內座位货、拱北城轨、华发商都。

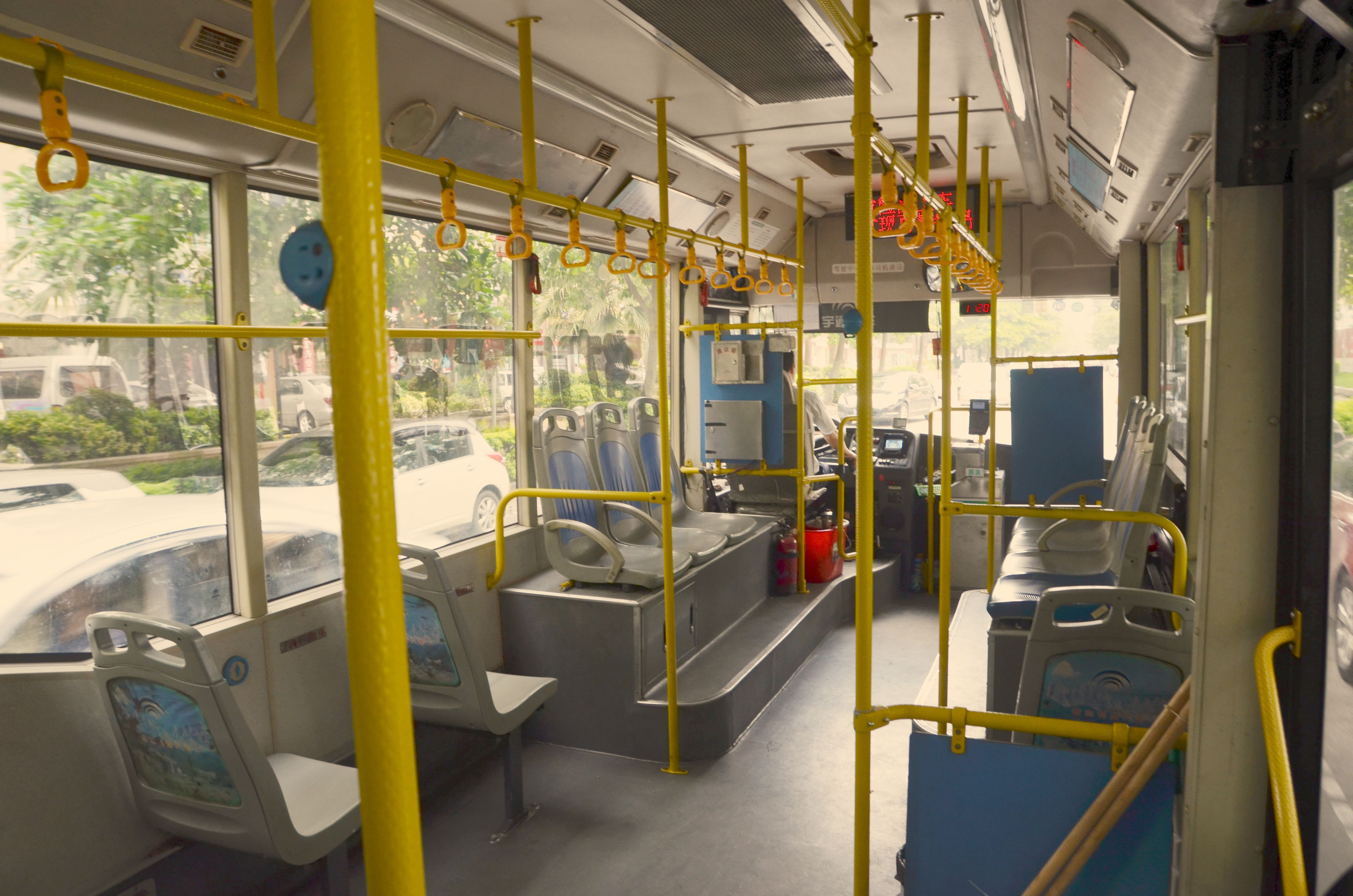
2012年珠海公交車內座位

- 9月2日起，31路線首未站由"城軌珠海站"調整為"拱北口岸總站"；85路線首未站由"中大南門"延伸至"唐國安紀念館"，且延長服務時間；67路線延長服務時間；而"界涌北"站更名為"沿海高速路口"，"華財古玩城公交臨時站"更名為"界涌北"。往珠海市區方向的17、31及43路線從"心岸春天花園"始發站開出後，改行沿海高速匝道，取消"華財古玩城"及"沿海高速路口"等站，乘客可在"界涌北"站免費乘坐上述路線至"心岸春天花園"終點站換乘。
- 9月9日起，26、36路線改停新增設的"農科奇觀分站"。
- 9月12日起，11、68路線調整路線走向及停靠站點；14、25路線往南屏方向不再停經"前山總站"。
- 9月14日起，503路線縮短行程，首未站由"小林"臨時調整至"三板"，工期為2個月；而603路線縮短行程，首未站由"白蕉開發區"臨時調整至"白蕉鎮政府"。
- 9月18日起，408路線延伸行程，首未站由"平螺"延伸至"平崗"；931路線往拱北方向，由6:30分發車提前至6:20分。
- 9月19日起，K8、K10路線雙向增停"華發國際花園"。
- 9月25日起，開通Z108路線；45路線首未站由"屏北三路西"臨時調整至"廣昌"。
- 10月1至3日期間，開通灣仔沙↔九洲港臨時專線，中途途經珠海漁女及海濱泳池站。
- 10月20日起，金灣區將新增:Z101、Z102、Z103(環線)、Z104、Z115、Z116(環線)、Z117(環線)、Z123、Z124(環線)共11條路線；路線編碼更改:優化調整703更名為Z118、711更名為Z106、延伸810更名為Z107、811更名為Z121共4條路線；路線調整:202路線由"紅旗"延伸至"麗珠西門(派特爾)"，"、優化調整207路線、K9路線增加"斜尾"站；停開:206、701、702、704、712、813、815共7條路線。
- 10月20日起，由于304、403、603路線必经的S365黄镜门桥被公路部门检测鉴定为四类橋，因此需要安裝限高龍門架，304、403及603路線需要改道行駛，調整部分站點。
- 10月22日起，80路線首未站由"紅東"調整遷移至寶港商貿城內，中途新增停靠"洪灣路口"。
- 10月27日起，35及99路線首未站由"雲頂瀾山"臨時調整至"公安村"(南側站)，並以"公安村"為換乘點免費換乘46路線
- 10月30日起，金灣區路線實施再次優化，其中Z115路線與Z124(環線)整合 ，首未站由"聯港工業區東"調整為"麗珠西門(派特爾)"，並取消Z124(環線)。Z121路線往聯港工業區東方向優化調整。"虹暉路東"更名為"創業南路東"，原"虹暉路中"更名為"創業南路中"，Z115路線增設新增加的"創業中路口"站。另外，橫琴口岸西公交綜合車場建成使用。
- 10月31日，因神前总站停电，导致18路、32路纯电动车运营受到影响，歷時約一小時。
- 11月起，受路面工程影響，新會公汽223路線首未站由珠海"蓮溪"縮短至新會"南鎮"。
- 11月5日起，调整403路终点站由“竹洲小学”恢复至“竹洲”；603路终点站由“白蕉镇政府”恢复至“白蕉开发区”。
- 11月6日起， 931路由“拱北口岸总站”开往“雅居乐车站”方向，增停“拱北”（东侧站）。
- 11月9日起，恢复35、99路按原线行驶至“云顶澜山”停靠及始发；41路往福溪北方向恢复在“云顶澜山”站场内停靠上下客。同时，取消46路“云顶澜山”至“公安村”的免费换乘措施。
- 11月19日起，Z103路線改為停靠新增設的「金海岸市場東」分站。
- 11月27日起，803路線在"心和制衣廠"與"機場北路口"之間雙向增停"南排"。
- 12月1日起，受南水大橋施工影響，605、812路需改線行駛。同時，臨時開行「南水油站—北水路口」免費接駁專線；另外，404路延伸線路至“白蕉開發區”，202路增停“珠海大橋東”站點。另外，珠海最後一條存有非空調車的線路——35路實施全空調化。
- 12月24日，因上冲檢查站臨時停电，影響車輛充電，導致6路、33路、40路纯电动车运营受到影响，歷時超過三小時。
- 12月30日，珠海公交引入34部宇通客車12米氣電混合動力巴士。另外，珠海快速公交工程正式動工。

2016年
- 1月1日，Z53路在"橫琴口岸"至"澳大橫琴校區"之間，雙向增停"港澳大道路口"、"橫琴口岸廣場"，取消"濠江路"。
- 1月21日，因城轨唐家湾充电桩停電，导致69、K3、72A路纯电动车运营受到影响，歷時超過一小時。
- 1月28日，K5路線由原來的有人售票2-4元階梯式收費，改為以全程劃一無人售票全程3元，並延長服務時間及加密班次。
- 2月1日，406,407,501路在"超毅電子廠"與"東澳村"之間雙向增停"金泰"、"西埔路中"、"偉創力"、"草蓢"、"南旺小區(珠峰大道上)"。
- 2月2日，80路首未站由"紅東"臨時調整為"香江路北"(西側站)。同日，因南水大橋改造工程完工，605,812路恢復原線，「南水油站—北水路口」免費接駁專線取消。
- 2月4日，13及17路優化調整，其中13路單向經石溪路，以填補石溪路公交空白；17路首未站由"里神前"調整至"神前總站"，乘客可在"里神前"、"公交招呼站(神前路)"免費乘坐17路至"神前總站"。
- 2月7日至13日，乘客可免費乘坐62、Z51路往返"橫琴口岸西"至"橫琴口岸"。
- 2月8日，當天當時開通26路(香洲總站-普陀寺)區間線，「普陀寺-體育中心東門」專線及「普陀寺-明珠商業中心」專線。
- 2月24日，503路首未站由"小林"延伸至"麗珠西門"。
- 2月26日，新開Z105路(環線)，優化調整Z104、Z107路(更變為環線)。當中"三灶車場"更名為"安基西路"；"榮興路口"更名為"興榮路口"。
- 3月起，新會公汽223路線首未站恢復至珠海"蓮溪"。
- 3月9日，K9路雙向增停"保利香檳"。
- 3月15日，斗門區開通Z264(乾務行政中心-石狗)支線，乃斗門區首個Z字頭支線。當中，"乾務南"更名為"乾南南路"。
- 3月30日起，金灣區平沙鎮新增Z143支線；路線編碼更改:優化調整707更名為Z132、708更名為Z140、709更名為Z141共3條路線；另當天開通K30(平沙郵局-珠海港)高峰快線。
- 4月9日起，井岸大橋維修，315與316合併為新的316路線，調整413路線走向，首未站由井岸縮短至寧海世紀城，臨時取消315路線。
- 4月21日起，新會公汽226路線首未站由"龍泉"延伸至"古井南朗"，在"獺山"站可與珠海公交402A路線接駁。
- 4月29日起，80路線首未站由"紅東"延伸至"洪灣港"，返程取消"洪灣路口"。受前山大橋改造工程影響，83路線首未站由"前山總站"縮短至"南屏街口"。101路線在"港二路"與"春澤名園"之間增設"昌平路北"。開通"橫琴總站"<->"拱北口岸"高峰專線。
- 5月2日起，501路線在"南新"與"南新五隊"之間，增設"南新四隊"雙邊站。
- 5月5日起，受保稅區北門進出口封閉施工影響，61路線取消早晚高峰由"保稅區北門"開往"琛龍船廠"所有班次。
- 5月7日起，在"雞山"與"叠石"之間增加"雞山南"雙邊站，停靠路線︰3、3A、7、10、10A、10F、68、69路。
- 5月10日起，中山公交開通996路線"長沙圩"往返"坦洲裕洲市場"跨市路線。
- 5月14日，因神前总站停电，导致17路、18路、32路纯电动车运营受到影响，歷時約三小時。
- 5月17日，为方便市民出行，404路在“白蕉开发区”及“海源码头”之间新增设双边站“新沙桥南”。
- 5月25日起，“华财古玩城北”与“古鹤”站距较近，为优化站点设置，999路取消停靠“华财古玩城北”单边站。
- 5月26日起，恢复315路（井岸—白蕉长途站）并调整运行路线，同时调整316路服务时间。
- 5月30日，因體育中心南、神前总站停电，导致7、9、13、17、18、32路纯电动车运营受到影响，歷時約四小時。
- 6月2日起，调整21、34路运行路线，回程取消停靠"白石南(銀石雅園南)"前往婆石，及臨時调整34路首末站由"屏北三路西"改為"屏北三路中(南側站)"。
- 6月6日，“珠海公交巴士”微信公众号二期功能正式上线，新增换乘、公交公告、键盘输入实时返回查询页、意见箱处理回复提醒等实用性功能，同时优化UI、站点数等。
- 6月16日，调整Z107路取消停靠“华荣路口”北侧站。
- 6月21日起，调整5、60路由南湾路（湾仔总站入口对应位置）的新路口左转直接进入“湾仔总站”，临时取消 “湾仔口岸临时站”、“湾仔旅游码头”。
- 7月1日，7月1日起，在“白蕉长途站”与“东围北”之间新增设“白石路口”双边站，停靠304、315、316、403、603路，调整408路“白石路口”南侧站（往宁海世纪城方向）迁移至S272白蕉大道上新建的“白石路口”港湾站停靠。
- 7月20日，新會公汽將223及226路線更名為W223及W226路線。
- 6月8日起，中山公交調整35路線為935路線"三鄉客運站"往返"珠海白蕉開發區"跨市路線；同日61路高峰時段取消繞經洪灣港，由新開通Z40(珠海保稅區-洪灣港)支線取代。
- 7月28日起，新开“南屏街口—长隆”的高峰专线。
- 8月2日，受颱風妮妲影響，珠海氣象台發佈紅色颱風預警，全市巴士服務先於8月1日晚上起4條路線停運，在8月2日凌晨01分公佈停運126條路線停課，早上7:50分起全市157條路線全面停止服務，是近十年來的首次，而岐關觀光巴士、機場快線、部分往來珠海的中山公交及江門公汽跨市路線亦作出停運，在下午1:30分，除28條純電動巴士路線及99路海邊線，其餘路線逐步恢復服務。待氣象台在下午3:30分改發藍色颱風預警後，其餘路線亦陸續恢復服務，受道路條件限制，103、417、601C、706、N20、Z40、Z102、Z132全日停運。
- 8月4-8,18日起，402路首末站临时调整为“耕管”，取消“围头”,“围头新村”。
- 8月5日起，因前山总站改造工程施工，61路首未站由“前山總站”調整至“華發新城總站”；81路首未站由“前山總站”調整至“南屏街口”(北侧站)；K2路首未站由“前山總站”調整至“前山西門”（注：在东侧站下客，在西侧站上客始发）。同日，在往市区方向的“银坑村”与“湾仔旅游码头”之间增设“南湾南路北”临时站。
- 8月30日起，新开801“红旗—国地税服务厅”的路线。
- 9月1日起，受斗门大桥限高通行的影响，中山公交935路线首末站临时调整为“三乡客运站-神湾双城蓝岸”，调整后取消“竹排村牌坊、神湾竹排、白蕉开发区”站。其後一度恢復原線行駛，並於9月14日起，正式臨時縮短路線。
- 9月15日起，23路線首未站由“情侣南路中”臨時調整至“情侣南路北”，並提供“全球通大廈”北側站免費乘坐23路線至“情侣南路北”。
- 10月26日起，海虹總站啟用。4、5、12、14、16、204路首末站由“凤凰北”延伸至“海虹总站”。
- 10月29日起，試行情侣路旅游观光专线（L1路“海虹总站”-“拱北口岸总站”），並於30日正式開通。原“华海路口”更名为“香洲港西”，原“海霞新村”更名为“香炉湾”，原“侨苑”更名为“城市阳台”
- 11月1日-6日，投入15台13.7米大运量纯电动公交车在客流量较大的“湖心路口”、“前山总站”两个公交枢纽站之间开行“湖心路口-前山总站”东西部公交航展专线。  航展结束后，同批50台车辆将于年底前分批投放到东西部跨区公交线路上运营。开行航展免费摆渡线“P4停车场—P1停车场”、“R2停车场—P1停车场”。開行Z105区间线。Z102路（上表—金沙滩）暂时停运。
- 11月2日-6日，增开“湖心路口—航展馆（P2停车场）”接驳专线。
- 11月4-6日，开行航展免费摆渡线“R2停车场—P1停车场” 、“R2停车场—P1停车场”、“R6停车场—P1停车场”及“R7停车场—P1停车场”。
- 11月6日，增开“湖心路口—珠海機場”接驳专线。
- 11月15日，開通520、B1快、B2路線及金灣區8條通勤線。
- 11月18日，開通Z126路線，調整801路線為三灶車場-紅旗。
- 12月21日，B1快調整為B1路，首未站延伸至拱北口岸總站；B2路增停廣昌站；L1路首未站調整為口岸廣場東。
- 12月23日，因城轨唐家湾充电桩停電，导致69、K3、72A路纯电动车运营受到影响，歷時約一小時。
- 12月29日，開通區間接駁公交540、541路線，優化調整分拆75路線為Z75及Z76路線，同步停開72路線。同日實行B字頭與Z字頭路線刷卡差額換乘優惠。

2017年
- 1月6日，304、403、520、603路增停“茂生圍”。
- 1月10日，開通Z263、Z265、Z266及Z267四條微循環线路。
- 1月11日，調整Z105及Z107路改行新建成的安基中路，新增3個站，取消2個站。
- 1月17日起，315、316路恢復經井岸大橋，恢復原先的走向和停靠站點，同時315路班次間隔由13分鐘縮至8分鐘，316路班次間隔由22分鐘縮短至14分鐘。另外，為緩解交通壓力，406、502、601、601C、K5路由“井岸”始發的路線不再停靠“井岸大廈”站，返程不受影響。
- 1月26日起，開通Z147（珠海港—粤裕丰钢铁厂）。
- 2月14日起，Z115路往丽珠西门（派特尔）方向增停“西湖城区”东侧站。
- 3月6日起，80及Z40臨時調整首未站，由港灣港改為公交招呼站北側站為臨時首未站。
- 2月23日起，開通Z142路、Z270路，同時304路由斗門港延伸至双威管桩。
- 3月7日起，80、Z40路線臨時調整首未站由洪灣港調整至公交招呼站(北側站)。
- 3月24日，城軌唐家灣站及三灶總站停電，10A、69、72A、K3、Z101、Z104、Z105、Z106、Z107、Z108純電動巴士路線受影響，無法正常充電運營。
- 3月25日，開通4條張學友演唱會專線。
- 4月1日起，受莲溪大桥事故引致的交通管制影响，401路线由原首末站“莲溪”截短至“日通座椅厂”，Z266路停运。同日，Z104路取消教育橋，停映月路西。
- 4月4日起，开行401B路临时专线，来往井岸及莲溪，经江珠高速。
- 4月7日起，开行401B路，来往莲溪及粉洲。开行401C路，来往横山中学及三冲。
- 4月8日起，401B路江珠高速专线取消。
- 4月15日起，開通Z11路。
- 4月17日起，開通專線9，往來海虹总站-国地税服务厅。
- 4月24日起， 21路往跨境工业区方向：经“拱北工商分局”后，行驶港昌路、侨光西路、前河东路、中心路，接回“跨境工业区北”后按原线行驶。单向增停“侨光小学”（西侧站）、“侨光西”，单向取消“夏湾”（路边站）、“前河东路南”（西侧站）。
- 4月25日起，開通510、Z261路，取消301路。
- 4月29日起，開通Z12路。
- 5月5日起，開通Z125路。
- 5月13日起，临时调整公交21、35路首末站至夏灣總站及运行路线。同时，为解决改线期间跨境工业园区员工的公交出行问题，开行“跨境工业区-夏湾”免費临时接驳线。
- 5月20日起，21路往夏湾方向：经“竹苑”后，改行九洲大道、迎宾路、岭南路接回“桂花中”后按原线行驶；取消停靠“桂花北”，增停“摩尔广场”。
- 5月27日起，Z51路臨時分拆為Z51A及Z51B。
- 6月5日起，21、35路恢復路線至跨境工業區，同時取消免費接駁環線。
- 6月9日起，在九洲大道南側站新增設白蓮洞公園站，B2雙向停靠，69、202路增停該站。60路不再經建業三路、伙工殿大廈、建業一路，改停該站。
- 6月13日起，402路由耕管恢復原來路線至圍頭析村。
- 6月16日起，Z105、Z107路增加環角仔站。
- 6月16日起，城軌唐家灣站停電，10A、69、72A、K3純電動巴士路線受影響，無法正常充電運營。
- 6月19-20日，珠海公交巴士司機罷工，19日晚，32路全線停駛，20日起，巴士司機不滿高層苛扣基層司機福利要降薪，來填補所謂的虧空，大部分路線發動罷工，少部分路線(如1,2,32路)有上工者，為平時不開車的管理人員經理、線長階層來代理。早上起，香洲區路線部分停駛，2A,4,12,15,16,62,67,69,70,82,85,101,103,K1,K2,K3,B2,L1,Z75,Z76停駛；下午起1,2,2A,4,5,6,8,9,12,14,15,16,20,23,26,30,31,32,33,34,40,41,43,46,55,60,62,67,69,80,82,83,86,101,103,303,304,306,308,406,407,416,601C,931,992,999,K11,B2,L1,Z30,Z40,Z75,Z76停駛；其餘路線有限服務；81,601,608,B1,k5,k8,Z11,Z12,金灣斗門z字頭等路線不受影響。[13]
- 7月8日起，優化調整66路首末站由“下柵檢查站”延伸至中山“錦繡海灣城”
- 8月7日起，306路由“白蕉長途站”延伸至“東圍”
- 8月23、27日，受颱風天鴿及帕卡影響，全市公交有一段時間停運。B2路線在8月23-24日暫停運營。
- 8月31日起，Z115、Z126路首末站延伸至“航空新城”。
- 9月4日早上，受強烈熱帶風暴瑪娃帶來的紅色暴雨影響，1,6,7,9,11,13,17,18,32,33,40,41,72A,81,705,706,710,715,Z101,Z105,Z107,Z108,Z116,Z117,Z118,Z126,Z132,Z147,L1,B2停駛；2,8路線亦有一段時間停駛，直至11時起才逐漸恢復服務，16時全面恢復正常恢復。
- 9月6日，31路（拱北口岸總站—心岸春天花園）增加一台車輛投放；K7路延長服務時間，089B路更改編號為989路並延伸至“城軌珠海北站”。
- 9月7日，3A、989、998路在“城軌珠海北站”與“海岸生活區”/“羅西尼”之間雙向增停“惠景慧園”站。
- 9月12日，502、541、605、812路經停的“亞馬遜部落”更名為“平沙路口西”。
- 9月16日，706路延伸至飛沙灘景區內。
- 9月16日晚上至17日早上7:15分，因拱北口岸總站停電，8、9、10A路無法充電運營。
- 9月25日19:00-9月17日08:27分，因拱北口岸總站充電桩故障，9路無法充電運營。
- 9月28日起，調整45路往上沖總站方向，增停“均昌(奔圖科技)”、“珠海大橋東”北側站（往西區方向）；同時，調整520路往湖心路口總站方向、603路往吉大總站方向，單邊取消停靠“尖峰橋東”站（返程不變），該站只保留停靠304、306、307路等3條右轉尖峰大橋。
- 9月28日9時起，401路恢復原線行駛，即由“井岸-日通座椅廠”恢復為“井岸-蓮溪”運行；
- 9月30日起，新開Z13路（上沖總站-TOD小鎮）高峰微公交線路，K8路延長服務時間、Z52路增停站點。
- 10月1日起，Z266路（上欄-蓮溪）公交線恢復正常運營，取消401B路（蓮溪-粉洲）及 401C路（橫山中學-三衝）。
- 10月13日起，珠海有軌電車一號線正式售票。
- 10月20日起，Z12路原首末站“華發世紀城總站”更名為“南灣總站”，並改運作模式為循環線，路線走向為“南灣總站-豐華路西-南灣總站”。
- 10月27日起，開通Z55路（橫琴口岸西—長隆—橫琴口岸西）微公交線。
- 11月1日起，9路往體育中心南方向增停“建業一路”站，Z52往向陽東方向增停“企鵝酒店”。45路調整為“上沖總站↺珠海大橋東”，並調整為環線運營模式。
- 11月6、8、10日舉行中拉杯，開通四條專線。
- 11月15日起，K8路票制票價更改為無人售票遞減制5-2元。
- 11月16日起，308路不再行經金灣市場、新堂村一帶，改走尖峰水塘、東風村、五福村一線。
- 11月18-21日，因舉行拉丁舞國際錦標賽，開通“橫琴新家園-國際網球中心”臨時接駁線。
- 11月25日起，取消10F路（城軌珠海站—金鼎工業園北），新開Z77路（金鼎工業園北—金鼎）。
- 12月2日起，1、2、2A、10、11、32、601、608路等8條線路由城軌珠海站往香洲、西區方向：經“拱北口岸”後，行駛至拱北地下隧道東側出口時，由原左轉情侶路改為右轉進入掉頭車道。其中，1、2、2A、10、11路行駛水灣路、僑光路、迎賓南路，接回“拱北”後按原線運行；32、601、608路行駛水灣路、友誼路、迎賓南路，接回“拱北”，取消停靠“水灣路南”。61路由華髮新城總站往保稅區北門方向：經“東橋”後，行駛仙橋路、屏灣一路至南灣路路口時，由原右轉掉頭改為直接左轉行駛南灣路，接回“南山”後按原線運行；取消停靠“竹仙洞”。80、83路由南屏街口往洪灣港、琛龍船廠方向：經“廣生”後，行駛珠海大道輔道、洪灣橋東側橋底掉頭口、廣澳高速立交橋底匝道、南琴路，接回“白沙坑”後按原線運行；取消停靠“公交信禾物流”、“屏西二路”。931路往拱北口岸總站方向：經“坦洲路口”後，行駛105國道（谷都大道）、梅華立交下穿隧道、明珠路，接回“公交花園”；取消停靠“長沙圩”。往雅居樂車站方向：經“城軌明珠站”後，行駛明珠路、梅華立交下穿隧道、G105國道（谷都大道）接回“坦洲路口”；取消停靠“公交花園”、“長沙圩”。同日，405,406,406,602,602A、303,307,405,502,601B,602,602A,K6分別雙向取消“荔山西”、“理工斗門校區”站，K6雙向增停“東風南(遵醫五院)”站。
- 12月8日起，406、407、501路於西埔村口至南旺小區間增設“公交臨時站”。
- 12月15日起，調整45路在珠海大橋東側橋底調頭口處附近新增“華發水岸臨時站”單邊站；同時，調整B1、B2路雙向增停“珠海大橋東”站。
- 12月29日起，6、16、K11路車輛支持微信、支付寶掃二唯碼乘車。

2018年
- 2018年2月，7、13、17、31、40、43、66、510、520、931、992、999、B1、B2、B9、K2、L1路車輛支持微信、支付寶掃瞄二维碼乘車。
- 2018年3月，2、2A、3、3A、4、8、9、12、20、21、25、26、35、46、55、56、60、69、101、N20、Z12路車輛支持微信、支付寶掃瞄二维碼乘車。
- 2018年4月，金灣、斗門、橫琴區域的路線，支持微信、支付寶掃瞄二维碼乘車。
- 11月18日起, 全线公交及有轨电车统一票价为1元/人次,原刷卡优惠比例保持不变[14]

#### 2019年
- 1月15日，開通B5及B6路線，投放18米巴士行駛。

#### 2020年
- 2月起，受COVID-19疫情影響，多條路線暫停營運、減班、甚至取消。
- 5月1日，雙層巴士投入服務，行駛於橫琴好玩路線。
- 12月21日，開通首條高速線G88。，

#### 2021年
- 8月1日，好玩横琴线暂停营运。
- 9月7日，为全力做好青茂口岸公交服务配套工作，青茂口岸总站启用运作。

## 下属机构及營運路線
- 珠海公交采用地区分部制管理其下辖巴士线路。下述各家分公司除特殊说明外，均具有独立之车辆调配及线路调度权力。

### 香洲分公司
分公司代码：1

香洲分公司主要负责香洲片区↔市区各地及部分市区↔金鼎唐家地区之公交线路。

分公司驻地：体育中心南

下辖停车场：体育中心南

```
         
香州总站
```

下辖调度站：体育南站、香洲站、金鼎站

#### 下辖巴士线路

##### 体育南站
| 编号   | 编号 | 线路         | 线路       | 线路         | 收费 | 运营商   | 备注     |
| ------ | ---- | ------------ | ---------- | ------------ | ---- | -------- | -------- |
|        | 7    | 清华科技园   | 短线 ←     | 华子石东     | 1元  | 珠海香洲 |          |
| 全程 ⇆ | 7    | 清华科技园   | 体育中心南 |              | 1元  | 珠海香洲 |          |
|        | 9    | 拱北口岸总站 | ⇆          | 体育中心南   | 1元  | 珠海吉大 |          |
|        | B10  | 城轨珠海站   | ⇆          | 下栅检查站   | 1元  | 珠海香洲 | 原 10    |
|        | 10A  | 城轨唐家湾站 | ⇆          | 拱北口岸总站 | 1元  | 珠海香洲 |          |
|        | 11   | 香洲港       | 全程 ⇆     | 夏湾         | 1元  | 珠海香洲 |          |
| 北堤   | 11   | 短线 ⇆       |            | 夏湾         | 1元  | 珠海香洲 |          |
|        | 13   | 体育中心南   | ⇆          | 圓明新園     | 1元  | 珠海香洲 |          |
|        | 26   | 九洲港       | ⇆          | 普陀寺       | 1元  | 珠海吉大 |          |
|        | 68   | 金鼎总站     | ⇆          | 翠花苑       | 1元  | 珠海香洲 |          |
|        | K2   | 前山总站     | ⇆          | 金鼎         | 1元  | 珠海香洲 |          |
|        | B9   | 前山总站     | 全程 ⇆     | 金鼎总站     | 1元  | 珠海香洲 |          |
| 明珠中 | B9   | 短线 →       |            | 金鼎总站     | 1元  | 珠海香洲 |          |
|        | Z11  | 香洲         | ⇆          | 日月贝       | 1元  | 珠海香洲 |          |
|        | Z16  | 南溪总站     | ↻          | 体育中心南   | 1元  | 珠海香洲 |          |
|        | 90   | 香洲         | ⇆          | 洪湾渔港     | 1元  | 珠海横琴 | 大站快线 |

##### 香洲站
| 路线名称 | 路线走向                | 备注 |
| -------- | ----------------------- | ---- |
| 18       | 华发新城总站 ↔ 神前总站 |      |

### 吉大分公司(拱北站)
分公司代码：2
- 拱北分公司主要负责拱北片区↔市区各地之公交线路。

分公司驻地：粤海中路车场

下辖停车场：青茂口岸總站，粤海中路车场、夏湾总站

下辖巴士线路：（合计12条）

### 吉大分公司
分公司代码：3
- 吉大分公司主要负责吉大片区↔市区各地及部分市区↔金鼎地区之公交线路。

分公司驻地：吉大总站

下辖停车场：吉大总站、九洲港

下辖巴士线路：（合计9条）
| 路线名称 | 路线走向                    | 备注                 |
| -------- | --------------------------- | -------------------- |
| 2        | 香洲 ↔ 城轨珠海站           |                      |
| 4        | 海虹总站 ↔ 夏湾             |                      |
| 8        | 香洲 ↔ 拱北口岸总站         |                      |
| 9        | 体育中心南 ↔ 拱北口岸总站   | 与香洲分公司联合运营 |
| 21       | 吉大总站 ↔ 跨境工业区       |                      |
| 35       | 跨境工业区 ↔ 南溪总站       |                      |
| 46       | 南溪总站 ↔ 南灣總站         |                      |
| 55       | 夏湾 ↔ 上冲总站             | 与上冲分公司联合运营 |
| 56       | 夏湾 ↔ 香洲港               |                      |
| 101      | 南灣總站↺ 拱北口岸          |                      |
| N20      | 城軌珠海站↔ 横琴口岸        |                      |
| Z15      | 青茂口岸總站 ↔ 青茂口岸總站 |                      |

| 路线名称 | 路线走向                  | 备注                 |
| -------- | ------------------------- | -------------------- |
| 3        | 大桥囗岸枢纽 ↔ 金鼎工业园 | 与金鼎分公司联合运营 |
| 3A       | 九洲港 ↔ 城轨珠海北站     | 与金鼎分公司联合运营 |
| 12       | 海虹总站 ↔ 大桥囗岸枢纽   |                      |
| 20       | 吉大总站 ↔ 上冲总站       |                      |
| 25       | 大桥囗岸枢纽 ↔ 屏北三路西 |                      |
| 26       | 九洲港 ↔ 普陀寺           | 与香洲分公司联合运营 |
| 43       | 心岸春天花园 ↔ 吉大总站   | 与上冲分公司联合运营 |
| 60       | 吉大总站 ↔ 湾仔           | 与前山分公司联合运营 |
| 69       | 城轨唐家湾站 ↔ 圆明新园   | 与金鼎分公司联合运营 |

### 横琴分公司
分公司代码：4
- 横琴分公司主要负责全数湾仔、横琴片区内之公交线路，于2015年12月20日脱离前山分公司成立。

分公司驻地：横琴口岸西总站

下辖停车场：横琴口岸西总站

下辖巴士线路：（合计11条）
| 路线         | 走向                        |
| ------------ | --------------------------- |
| Z30          | 南湾总站 ↺ 保税区北门       |
| Z51          | 横琴口岸↔ 琴海西路总站      |
| Z52          | 琴海西路总站 ↔ 横琴客运码头 |
| Z53          | 横琴客运码头↔ 琴海西路总站  |
| 长隆高峰专线 | 南屏街口 ↔ 长隆             |

### 前山分公司
分公司代码：5
- 上冲分公司主要负责部分上冲、前山片区↔市区各地及珠海↔中山之公交线路。

分公司驻地：上冲总站、海虹总站

下辖停车场：上冲总站、上冲检查站、海虹总站

下辖巴士线路：（合计16条）
上冲站
| 路线 | 走向                        | 备注                 |
| ---- | --------------------------- | -------------------- |
| 15   | 海虹总站 ↔ 南屏科技园       |                      |
| 16   | 海虹总站 ↔ 南屏科技园       |                      |
| 19   | 嘉园 ↔ 南屏科技园/柔乐电器  | 已停运               |
| 23   | 上冲总站 ↔ 大桥口岸枢纽     |                      |
| 30   | 青茂口岸总站 ↔ 格力康乐园   |                      |
| 34   | 青茂口岸总站 ↔ 屏北三路西   |                      |
| 45   | 上冲总站↔上冲总站           |                      |
| 55   | 夏湾 ↔ 上冲总站             |                      |
| 80   | 格力康乐园 ↔ 兴湾四路口     |                      |
| 82   | 南屏科技园 ↔ 青茂口岸总站   |                      |
| 207  | 拱北口岸总站 ↔ 机场西总站   | 与金湾分公司联合运营 |
| G10  | 青茂口岸总站 ↔ 上冲总站     | 已停运               |
| B1   | 湖心路口总站 ↔ 青茂口岸总站 |                      |

上冲检查站
分公司代码：6
- 前山分公司主要负责全数南屏片区内、全数南屏、湾仔、横琴↔市区各地、部分前山片区↔市区各地及部分市区↔西区之公交线路。

分公司驻地：上冲总站

下辖停车场：上冲总站、前山总站、湾仔总站、横琴总站、横琴口岸西站、横琴长隆公交场

下辖巴士线路：（合计27条）
上沖站
| 路线名称 | 路线走向                    | 备注                 |
| -------- | --------------------------- | -------------------- |
| 17       | 心岸春天花园 ↔ 神前总站     |                      |
| 22       | 上冲总站 ↔ 九洲港           |                      |
| 31       | 青茂口岸总站 ↔ 心岸春天花园 |                      |
| 33       | 城轨珠海站 ↔ 上冲检查站     |                      |
| 36       | 普陀寺 ↔ 拱北口岸总站       |                      |
| 40       | 上冲检查站 ↔ 吉大总站       | 已停运               |
| 41       | 南溪总站 ↔ 造贝西           |                      |
| 42       | 格力康乐园 ↔ 环洲北路东     |                      |
| 43       | 心岸春天花园 ↔ 吉大总站     | 与吉大分公司联合运营 |
| 99       | 拱北口岸总站 ↔ 南溪总站     |                      |
| 931      | 拱北口岸总站 ↔ 雅居乐车站   |                      |
| 992      | 锦绣国际花城 ↔ 吉大总站     |                      |

| 路线名称   | 路线走向              | 备注                 |
| ---------- | --------------------- | -------------------- |
| 1          | 香洲 ↔ 青茂口岸总站   |                      |
| 5          | 海虹总站 ↔ 湾仔       |                      |
| 15         | 海虹总站 ↔ 南屏科技园 |                      |
| 16         | 海虹总站 ↔ 南屏科技园 |                      |
| 201        | 香洲 ↔ 三灶           | 与金湾分公司联合运营 |
| 202        | 吉大总站 ↔ 小林总站   | 与金湾分公司联合运营 |
| 204        | 海虹总站 ↔ 平沙       | 与金湾分公司联合运营 |
| K7         | 吉大总站 ↔ 平沙       | 与金湾分公司联合运营 |
| K9         | 香洲 ↔ 三灶           | 与金湾分公司联合运营 |
| K11        | 香洲 ↔ 长隆           |                      |
| 长隆夜间线 | 长隆 ↔ 翠微           |                      |

### 香州分公司(金鼎站)
分公司代码：7
- 金鼎分公司主要负责金鼎唐家片区内及部分市区↔金鼎地区之公交线路。

分公司驻地：金鼎综合车场（金鼎总站）

下辖停车场：金鼎综合车场（金鼎总站）、城轨唐家湾站

下辖巴士线路：（合计19条）
| 路线名称 | 路线走向                    | 备注                                 |
| -------- | --------------------------- | ------------------------------------ |
| 3        | 大桥口岸枢纽 ↔ 金鼎工业园   | 与吉大分公司联合运营                 |
| 3A       | 九洲港 ↔ 城轨珠海北站       | 与吉大分公司联合运营                 |
| B10      | 城轨珠海站 ↔ 下栅检查站     | 与香洲分公司联合运营 走兴业快线      |
| 10A      | 拱北口岸总站 ↔ 城轨唐家湾站 | 与香洲分公司联合运营                 |
| 66       | 锦绣海湾城 ↔ 清华科技园     |                                      |
| 67       | 金鼎 ↔ 柏叶林               | 双向绕经金鼎市场、金鼎文化广场       |
| 68       | 金鼎总站 ↔ 翠花苑           | 与香洲分公司联合运营                 |
| 69       | 城轨唐家湾站 ↔ 圆明新园     | 与吉大分公司联合运营                 |
| 70       | 金鼎工业园 ↔ 南溪总站       |                                      |
| 71       | 金鼎市场 ↔ 锦石             |                                      |
| 72A      | 城轨珠海北站 ↔ 城轨唐家湾站 |                                      |
| 73       | 金鼎市场 ↔ 双龙             | 部分班次停靠佛径、双龙村委及双龙路口 |
| 85       | 清华科技园 ↔ 淇澳北         |                                      |
| K1       | 城轨珠海北站 ↔ 拱北口岸总站 |                                      |
| K2       | 金鼎 ↔ 前山总站             | 与香洲分公司联合运营                 |
| K3       | 城轨唐家湾站 ↔ 拱北口岸总站 |                                      |
| Z75      | 军港 ↺ 唐家                 |                                      |
| Z76      | 军港 ↺ 唐家                 |                                      |

### 金湾分公司
分公司代码：8
- 金湾分公司由原珠海市公共汽车公司三灶分公司与珠海信禾西部公共汽车有限公司三灶车队、南水车队、平沙车队合并而成，重组后该分公司下辖3个分站（三灶分站（代码：80）、平沙分站（代码：81）、南水分站（代码：82）），每个分站均具有独立调度权。该分公司主要负责运营金湾区内及金湾区↔珠海市区之公交线路。

分公司驻地：三灶总站

下辖停车场：三灶综合车场、三灶总站、南水长途客运站、平沙总站、平沙长途客运站

下辖巴士线路：（合计40条）
| 路线名称 | 路线走向                         | 所属分站 | 备注                 |
| -------- | -------------------------------- | -------- | -------------------- |
| 201      | 香洲 ↔ 三灶                      | 三灶     | 与前山分公司联合运营 |
| 202      | 吉大总站 ↔ 小林总站              | 三灶     | 与前山分公司联合运营 |
| 204      | 海虹总站 ↔ 平沙                  | 平沙     | 与前山分公司联合运营 |
| 207      | 拱北口岸总站 ↔ 机场西总站        | 三灶     | 与前山分公司联合运营 |
| 502      | 井岸 ↔ 南水客运站                | 南水     | 与斗门分公司联合运营 |
| 504      | 白蕉总站 ↔ 机场西总站            | 三灶     | 与斗门分公司联合运营 |
| 540      | 航空新城 ↔ 海泉湾                | 平沙     |                      |
| 541      | 航空新城 ↔ 珠海港                | 南水     |                      |
| 605      | 珠海港 ↔ 香洲                    | 南水     | 与斗门分公司联合运营 |
| 705      | 南水 ↔ 高栏                      | 南水     |                      |
| 706      | 南水 ↔ 飞沙滩                    | 南水     |                      |
| 710      | 南水 ↔ 荷包岛客运码头            | 南水     |                      |
| 715      | 南水客运站 ↔ 平沙                | 南水     |                      |
| 801      | 小林总站 ↔ 三灶车场              | 三灶     |                      |
| 803      | 湖心路口总站 ↔ 中兴智能汽车      | 三灶     |                      |
| 812      | 平沙 ↔ 珠海港                    | 平沙     |                      |
| K7       | 吉大总站 ↔ 平沙                  | 平沙     | 与前山分公司联合运营 |
| K8       | 珠海港 ↔ 拱北口岸总站            | 南水     | 与斗门分公司联合运营 |
| K9       | 香洲 ↔ 三灶                      | 三灶     | 与前山分公司联合运营 |
| K30      | 平沙镇政府 ↔ 珠海港              | 平沙     |                      |
| Z101     | 三灶车场 ↔ 斜尾新村              | 三灶     |                      |
| Z102     | 湖心路口总站 ↔ 上表(航展馆4号门) | 三灶     |                      |
| Z103     | 虹阳路南 ↺ 虹阳路南              | 三灶     |                      |
| Z104     | 三灶 ↔ 珠海科技学院分站          | 三灶     |                      |
| Z105     | 三灶 ↺ 三灶                      | 三灶     |                      |
| Z106     | 三灶 ↔ 三灶                      | 三灶     |                      |
| Z107     | 三灶 ↺ 三灶                      | 三灶     |                      |
| Z108     | 三灶车场 ↔ 定家湾                | 三灶     |                      |
| Z115     | 航空新城 ↔ 小林总站              | 三灶     |                      |
| Z118     | 红旗总站 ↔ 八一社区              | 三灶     |                      |
| Z121     | 湖东↔ 红旗总站                   | 三灶     |                      |
| Z123     | 金康路南 ↔ 红旗总站              | 三灶     |                      |
| Z125     | 三灶车场 ↔ 三灶车场              | 三灶     |                      |
| Z132     | 南水 ↔ 南场                      | 南水     |                      |
| Z140     | 平沙 ↔ 前东五队                  | 平沙     |                      |
| Z141     | 平沙镇政府 ↔ 前西一队            | 平沙     |                      |
| Z142     | 平沙镇政府 ↔ 富山总站            | 平沙     |                      |
| Z143     | 平沙 ↔ 平沙                      | 平沙     |                      |
| Z147     | 兴海路 ↔ 粤裕丰钢铁厂            | 南水     |                      |

### 斗门分公司
分公司代码：9
- 斗门分公司由原珠海信禾西部公共汽车有限公司（除去其下辖之三灶车队、南水车队、平沙车队）直接改组而成，[15]重组后该分公司下辖2个独立调度部门（斗门分公司本部（代码：90）及斗门分公司香洲站（代码：91））。该分公司主要负责运营斗门区内及市区↔西区之公交线路。

分公司驻地：井岸中心站

下辖停车场：白蕉综合车场、井岸中心站、北澳总站、香洲总站、上冲长途客运站

下辖巴士线路：（合计37条）
| 路线名称 | 路线走向                         | 所属调度部门           | 备注                                                                                         |
| -------- | -------------------------------- | ---------------------- | -------------------------------------------------------------------------------------------- |
| 303      | 水郡总站 ↔ 斗门实验中学          | 斗门分公司本部         |                                                                                              |
| 304      | 北澳 ↔ 双威管桩                  | 斗门分公司本部         | 19：00后有特別班次由井岸中心起载至斗门港。已停运                                             |
| 306      | 北澳 ↔ 东围                      | 斗门分公司本部         |                                                                                              |
| 307      | 白蕉总站 ↔ 西埔市场              | 斗门分公司本部         |                                                                                              |
| 308      | 北澳 ↔ 环郡总站                  | 斗门分公司本部         |                                                                                              |
| 315      | 井岸 ↔ 白蕉长途站                | 斗门分公司本部         | 已停运                                                                                       |
| 316      | 金湾市场 ↔ 宁海世纪城            | 斗门分公司本部         | 已停运                                                                                       |
| 401      | 井岸 ↔ 莲溪                      | 斗门分公司本部         | 18：00后线路会廷长为新会黄布。                                                               |
| 402      | 井岸 ↔ 耕管管新村                | 斗门分公司本部         | 21：25后会和402A合併班次，改为三角>新会南朗>井岸>围头新村。                                  |
| 402A     | 耕管新村 ↔ 三角                  | 斗门分公司本部         | 在07：00—10：00及16：00—19：00期间改为：三角>围头新村>新会南朗/三角>新会南朗>围头新村>三角。 |
| 403      | 井岸 ↔ 竹洲                      | 斗门分公司本部         |                                                                                              |
| 404      | 宁海世纪城 ↔ 灯笼路口            | 斗门分公司本部         |                                                                                              |
| 405      | 白蕉总站 ↔ 富山总站              | 斗门分公司本部         |                                                                                              |
| 406      | 井岸 ↺ 富山工业城                | 斗门分公司本部         |                                                                                              |
| 407      | 井岸 ↺ 则成科技园                | 斗门分公司本部         |                                                                                              |
| 408      | 宁海世纪城 ↔ 平岗                | 斗门分公司本部         |                                                                                              |
| 409      | 新沟 ↔ 黄金                      | 斗门分公司本部         | 已停运                                                                                       |
| 410      | 白蕉总站 ↔ 富山山工业城          | 斗门分公司本部         |                                                                                              |
| 411      | 井岸 ↔ 金台寺外山门              | 斗门分公司本部         |                                                                                              |
| 413      | 宁海世纪城 ↔ 白藤二路东          | 斗门分公司本部         |                                                                                              |
| 415      | 井岸 ↔ 大赤坎东                  | 斗门分公司本部         | 停运                                                                                         |
| 416      | 富山总站 ↔ 宁海世纪城            | 斗门分公司本部         |                                                                                              |
| 417      | 上洲 → 下洲                      | 斗门分公司本部         |                                                                                              |
| 510      | 湖心路口总站 ↔ 御温泉            | 斗门分公司本部         | 停运                                                                                         |
| 501      | 宁海世纪城 ↔ 平沙                | 斗门分公司本部         |                                                                                              |
| 502      | 白蕉总站 ↔ 南水客运站            | 斗门分公司本部         | 与金湾分公司联合运营                                                                         |
| 503      | 北澳 ↔ 小林总站                  | 斗门分公司本部         |                                                                                              |
| 504      | 白蕉总站 ↔ 机场西总站            | 斗门分公司本部         | 与金湾分公司联合运营                                                                         |
| 520      | 湖心路口总站 ↔ 白蕉开发区        | 斗门分公司本部         |                                                                                              |
| 601      | 白蕉总站 ↔ 城轨珠海站            | 斗门分公司本部、香洲站 |                                                                                              |
| 603      | 白蕉工业园/白蕉开发区 ↔ 吉大总站 | 斗门分公司本部、香洲站 |                                                                                              |
| 605      | 珠海港 ↔ 香洲                    | 斗门分公司香洲站       | 与金湾分公司联合运营                                                                         |
| K4       | 御温泉 ↔ 香洲                    | 斗门分公司本部、香洲站 |                                                                                              |
| K5       | 井岸 ↔ 拱北口岸总站              | 斗门分公司本部         |                                                                                              |
| K6       | 麒麟中学西门 ↔ 香洲              | 斗门分公司本部、香洲站 |                                                                                              |
| K8       | 珠海港 ↔ 拱北口岸总站            | 斗门分公司香洲站       | 与金湾分公司联合运营                                                                         |
| Z264     | 乾务行政中心 ↔ 石狗              | 斗门分公司本部         |                                                                                              |

## 重大事件
- 2011年11月1日，該公司金灣分公司803路線粤CU1070號車途經金灣區三灶鎮機場西路东升橋附近時，因避讓一輛从路旁小道逆行衝出的摩托車急轉彎時發生側翻。事故造成一名22歲北海籍女乘客當場身亡，另有十餘名乘客不同程度受傷。[16][17]事後該車已拖走報廢。
- 2014年6月8日，該公司斗門分公司（信禾公汽）粤C18370號車的602A路線途經珠海大橋後，該車司機因駕駛不當而撞向正在停靠珠海大橋西站的前山分公司粤C21190號車的207路線車尾，事故造成二十余名乘客受傷。[18]事後602A路線司機已被停職，這兩台車經過兩個多月的大修後已重新上路。
- 2016年9月1日16时11分，前山分公司K11路司机黄某驾驶粤C31285号车，从长隆开往香洲，行驶至鸿景花园临时巴士站进站时，车辆右前上角与巴士站候车雨棚发生碰撞，雨棚柱断裂致雨棚倒塌砸中站内候车乘客2人，造成一人当场死亡及一人送院后抢救无效死亡的重大事故。[19]
- 2017年6月19-20日，由於基層司機抗議公司待遇不公平，不滿長期被剝削工資，約4000-5000人[20]到珠海市国资委辦工大樓外請願，要求政府清查公司帳目並討說法。而因司機罷工，引發市內大部分線路無法正常運作，例如班次甚少，適逢市內高中入學考試（中考）在6月20日早上開考，不少考生因此遲到。

警察在現場戒備，由於司機並沒有堵路及做出過激行為，雙方沒有發生衝突。在20日晚上，珠海公交集團在官方微博上貼出《告員工書》，承諾進一步修訂完善薪酬制度，「員工工資在原來平均應發工資基礎上，將有實實在在的提高」，於7月15日全面落實，並貼出國資委當天發出的通知文件，事件才得以平息，公交班次於6月21日早上起回復正常。